# Madonna
Madonna Louise Ciccone (Bay City, Míchigan, 16 de agosto de 1958), conocida simplemente como Madonna, es una cantante, compositora, bailarina, actriz e icono estadounidense. Ha sido elogiada por los críticos por sus producciones musicales y puestas en escena, otorgándole el título de la «Reina del Pop». Como icono popular prominente que abarca los siglos XX y XXI, ha sido objeto central de numerosas obras académicas, literarias y artísticas, así como de una subdisciplina académica denominada Madonna studies.
Criada en Míchigan, se trasladó en 1978 a la ciudad de Nueva York para realizar una carrera de danza contemporánea. Después de participar en dos grupos musicales, Breakfast Club y Emmy, en 1982 firmó un contrato discográfico con Sire Records y lanzó su álbum debut Madonna al año siguiente. Siguió publicando una serie de álbumes en los que encontró una inmensa popularidad, superó los límites de contenido de las letras de sus canciones y explotó las imágenes en sus vídeos musicales, que a lo largo de su carrera se han convertido en piezas de arte. Muchos de sus sencillos alcanzaron el número uno en los principales mercados musicales mundiales; sus mayores éxitos incluyen temas como «Like a Virgin», «Material Girl», «Papa Don't Preach», «La isla bonita», «Like a Prayer», «Express Yourself», «Vogue», «Take a Bow», «Frozen», «Music», «Hung Up» y «4 Minutes».
Su carrera ha sido reforzada por sus papeles en diversas películas por las que recibió comentarios variados. Su protagónico más elogiado es el de Eva Perón para Evita (1996), por el que incluso ganó un Globo de Oro a la mejor actriz de comedia o musical; sin embargo, ha recibido críticas negativas por otras actuaciones. Diversificó su labor como diseñadora de moda, escritora de libros y directora de cine, además de fundadora del sello discográfico Maverick. También es una aclamada empresaria y en 2007 firmó un contrato de 120 millones de dólares con la promotora Live Nation. En su labor filantrópica, creó diversas asociaciones benéficas y se ha desempeñado como activista de diferentes causas sociales, como la igualdad de género y los derechos LGBT. 
Madonna ha vendido más de 400 millones de producciones musicales, con lo que establece el récord mundial de «la solista más exitosa y de mayores ventas musicales de todos los tiempos», recogido en el Libro Guinness de los récords. Es la solista más exitosa de la lista Billboard Hot 100 de la historia y la primera artista femenina en recaudar mil millones de dólares con sus giras musicales. En las listas anuales de Forbes, impuso la marca como la cantante mejor remunerada en un total de once ocasiones a lo largo de cuatro décadas. Entre sus numerosos reconocimientos figuran siete premios Grammy, dos Globos de Oro, veinte MTV Video Music Awards y diecisiete Japan Gold Disc Awards, así como su inclusión en el Salón de la Fama del Rock and Roll en su primer año de elegibilidad.
La revista Billboard la nombró «artista de la década» (1980), «mejor artista dance de la historia» y «mejor artista de vídeos musicales de la historia». Fue incluida en las respectivas listas de los mejores artistas y los mejores compositores de todos los tiempos por la revista Rolling Stone. De manera general, diversos biógrafos, escritores, periodistas y demás medios de comunicación la consideran como la mujer más influyente y exitosa de la historia de la música. Además, es reconocida por reinventar continuamente tanto su música como su imagen, así como por ser fuente de inspiración para múltiples artistas y por su legado a la cultura pop.

## Biografía y carrera

### 1958-1981: Niñez e inicios artísticos

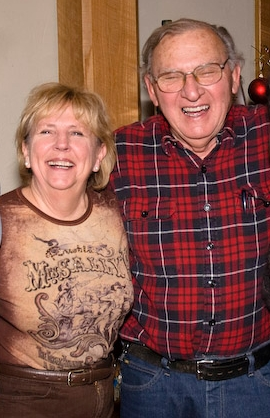
Silvio Ciccone, padre de Madonna, con su esposa Joan Gustafson en una fotografía tomada en 2009.

Madonna Louise Ciccone nació el 16 de agosto de 1958 en Bay City, Míchigan. Su padre, Silvio Anthony Ciccone, es italoestadounidense, mientras que su madre, Madonna Louise Fortin, era de ascendencia francocanadiense. La familia paterna proviene de Pacentro, un pequeño pueblo medieval en Italia. Su padre emigró a Estados Unidos en busca de oportunidades laborales y llegó a trabajar como ingeniero de diseño en las compañías Chrysler y General Motors. Madonna heredó el nombre compuesto de su madre, motivo por el cual recibió el apodo «Little Nonni» con el fin de distinguirla dentro del entorno familiar. Más adelante, adoptó Veronica como tercer nombre, tras recibir el sacramento de la confirmación de la Iglesia católica. Creció junto a sus dos hermanos mayores, Martin y Anthony, y sus tres hermanos menores, Paula, Christopher y Melanie. Su infancia transcurrió en los suburbios de Rochester Hills, Míchigan, una comunidad acomodada no lejos del barrio de Bloomfield Hills, en Detroit.
En 1963 su madre falleció de cáncer mamario a los treinta años de edad, cuando Madonna tenía apenas cinco años. Meses antes, había comenzado a notar cambios en el comportamiento y la personalidad de su madre, aunque no comprendía la causa. En sus intentos por explicarle su condición médica, la señora Ciccone rompía en llanto, ante lo cual Madonna reaccionaba abrazándola. «Recuerdo que me sentía más fuerte que ella, yo era tan pequeña y aun así sentía como si ella fuera la niña». Posteriormente, reconoció que no había comprendido la idea de que su madre estaba muriendo: «Hubo mucho que no se dijo, tantas emociones reprimidas y sin resolverse: el remordimiento, la culpa, la pérdida, la ira, la confusión. [...] Vi a mi madre; se veía tan hermosa simplemente recostada como si estuviera dormida en el ataúd abierto. Luego me di cuenta de que su boca tenía un aspecto extraño. Me tomó un rato darme cuenta de que estaba cosida. En ese horrible momento entendí que la había perdido para siempre. La última imagen de mi madre, a la vez pacífica y grotesca, aún me asusta hoy».
Madonna aprendió finalmente a cuidar de sus hermanos y de sí misma, buscando refugio en su abuela con la esperanza de hallar consuelo y una figura materna. Todos los hermanos Ciccone mantenían la casa en orden y se rebelaban invariablemente contra cualquiera que llegara a su hogar con la intención de ocupar el lugar de su querida madre. En una entrevista con la revista Vanity Fair, comentó que se recuerda a sí misma en esa etapa como una «chica solitaria que estaba buscando algo. No era rebelde en absoluto. Me preocupaba ser buena en algo. No me afeitaba las axilas y no usaba maquillaje como las otras niñas. Pero estudiaba y obtuve buenas notas... quería ser alguien». Asustada por la idea de que su padre también la abandonara, a menudo no podía dormir a menos que él estuviera cerca de ella.
En 1966 su padre contrajo segundas nupcias con el ama de llaves de la familia, Joan Gustafson, con quien tuvo dos hijos: Jennifer y Mario Ciccone. En ese punto, Madonna comenzó a manifestar sentimientos de ira hacia su progenitor, patentes durante décadas, y desarrolló una actitud rebelde. Asistió a las escuelas primarias de St. Frederick y St. Andrew, y al concluir a la escuela secundaria West Middle School. Destacó académicamente por su alto promedio y se hizo notar por su comportamiento poco convencional: hacía volteretas y piruetas en los pasillos entre clase y clase, se colgaba con las rodillas en las barras de mono durante el receso y se levantaba la falda durante la clase, con el fin de que los chicos pudieran ver su ropa interior.

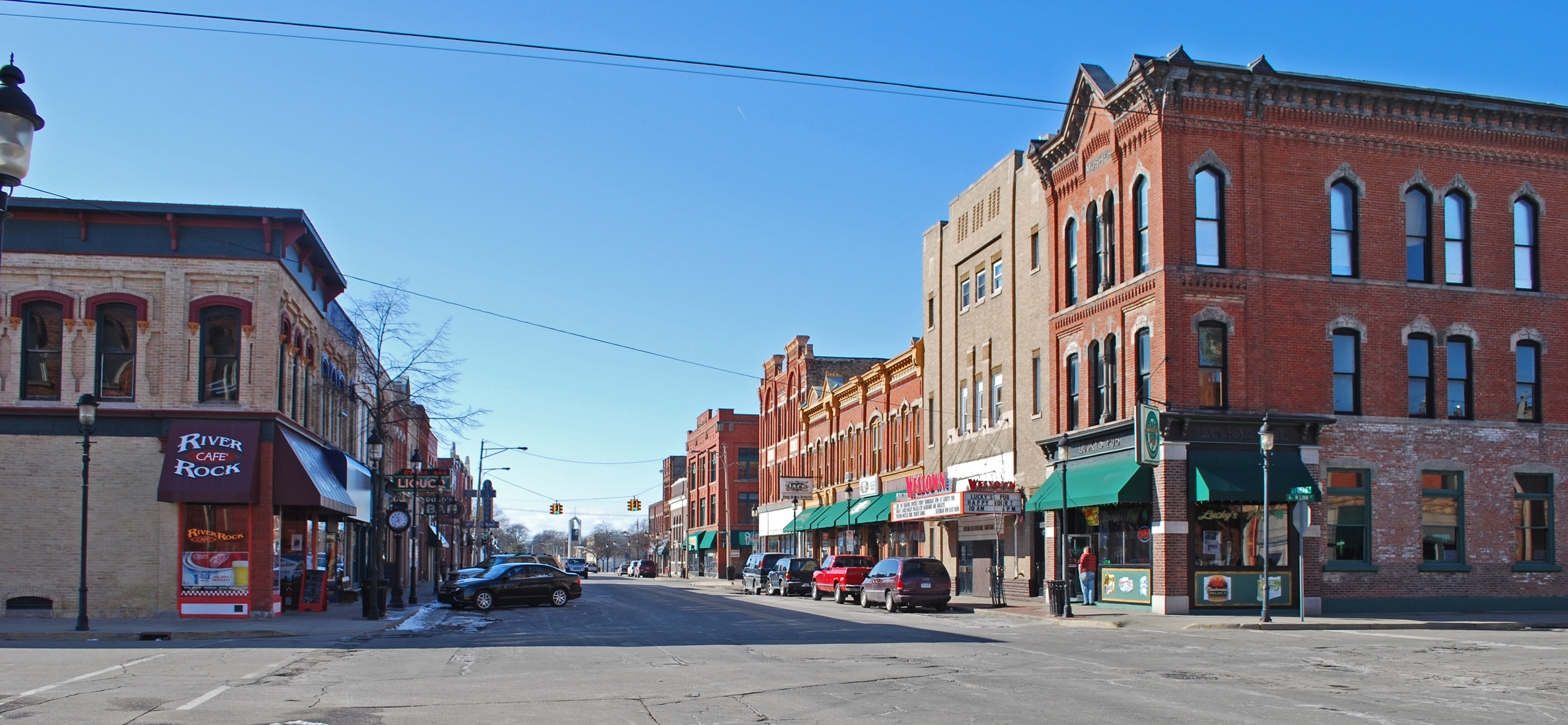
Bay City, ciudad natal de Madonna.

Más tarde recibió formación en la escuela secundaria Rochester Adams High School, donde fue una estudiante modelo y formó parte del equipo de animadoras. Luego de graduarse en enero de 1976, recibió una beca de danza para la Universidad de Míchigan y estudió durante el verano de ese año en el American Dance Festival en Durham, Carolina del Norte. Para conseguirlo, convenció a su padre de permitirle tomar clases de ballet, y fue su profesor Christopher Flynn quien la animó a seguir una carrera en el mundo de la danza. Flynn fue una figura clave en su vida: no solo reconoció su talento, sino que también le transmitió confianza y la inspiró a soñar a lo grande.
En 1978 abandonó los estudios y se trasladó a la ciudad de Nueva York, donde se estableció en el barrio Alphabet City. Acerca de este cambio de residencia, comentó: «Fue la primera vez que viajé en avión y la primera vez que viajé en taxi. Vine aquí con 35 dólares en el bolsillo. Fue lo más valiente que he hecho». Para sobrevivir, encontró diversos empleos precarios como encargada de guardarropa, camarera en Dunkin' Donuts, modelo para clases de dibujo y bailarina suplente en compañías de danza contemporánea. Paralelamente, estudió danza bajo la tutela de la destacada bailarina y coreógrafa estadounidense Martha Graham. Durante una noche, mientras regresaba de un ensayo, un par de hombres la arrastraron hasta un callejón y la obligaron a realizar una felación. Madonna señaló que «el episodio fue una prueba de mi debilidad, me demostró que todavía no podía salvarme a pesar de la apariencia de chica fuerte. Nunca podré olvidarlo».
En 1979 inició una relación sentimental con el músico Dan Gilroy y, poco después, participó con éxito en una audición para unirse como bailarina a la gira europea del cantante francés Patrick Hernandez. Transcurridos tres meses en los que recorrió ciudades como París o Túnez con la compañía de Hernandez, decidió abandonar al sentirse desencantada con la experiencia. De regreso a Nueva York, retomó su relación con Gilroy y se mudó a vivir con él a una sinagoga abandonada en Corona, Queens, que hacía las veces de lugar de ensayo. Juntos formaron su primera banda de rock, Breakfast Club, donde Madonna cantaba y tocaba tanto la guitarra como la batería. Durante su permanencia con la formación musical, debutó como actriz en la película independiente de bajo presupuesto A Certain Sacrifice, que permaneció sin estrenar hasta 1985.
En 1980 decidió abandonar el grupo, y junto con el baterista Stephen Bray, un antiguo novio de Míchigan, formó una nueva banda llamada Emmy. Reanudaron su romance y se trasladaron al edificio Music Building, un complejo de estudios y viviendas para músicos ubicado en Manhattan. Allí coescribieron canciones y, en noviembre de ese mismo año, grabaron una maqueta con cuatro temas. Sin embargo, a continuación, Madonna tomó la determinación de iniciar su carrera como solista. En marzo de 1981, Camille Barbone, quien dirigía la compañía Gotham Sound Studio en el Music Building, firmó un contrato con Madonna que se disolvió en febrero de 1982 por diferencias creativas: Barbone quería que enfocara su carrera en el rock, mientras ella mostraba más interés por el dance.
Durante ese tiempo, Madonna continuó componiendo canciones y frecuentaba la discoteca Danceteria, uno de los centros neurálgicos de la vida nocturna neoyorquina. Fue allí donde convenció al DJ y productor Mark Kamins para que probara su maqueta en la pista de baile. El impacto fue inmediato: el público respondió con entusiasmo, y Kamins, impresionado, le mostró la canción a su jefe Chris Blackwell, propietario del sello independiente Island Records. Sin embargo, este no mostró interés en el proyecto. Lejos de desanimarse, Kamins arregló un encuentro entre Madonna y Seymour Stein, fundador de la discográfica Sire Records, subsidiaria de Warner Bros. Records. Madonna firmó un contrato para la publicación de un total de tres sencillos, con opción a grabar un álbum completo.

### 1982-1985:Madonna,Like a Virginy primer matrimonio

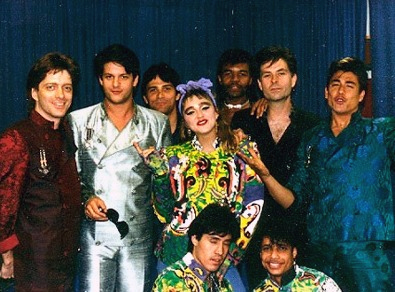
Madonna, acompañada de su banda, en 1985 durante la realización de la gira The Virgin Tour.

Su primer sencillo, «Everybody», vio la luz en octubre de 1982. Para promocionarlo, realizó su primera aparición televisiva en el programa Dancin' On Air y se presentó en diversos clubes nocturnos del Reino Unido. En marzo de 1983 apareció su segundo sencillo, «Burning Up». Ambos temas cosecharon una recepción positiva en Estados Unidos, alcanzando el tercer puesto en la lista Dance Club Songs de Billboard. En paralelo al despegue de su carrera, Madonna sostuvo una relación con el artista Jean-Michel Basquiat, y se trasladó a vivir a su apartamento en el SoHo. Luego del buen rendimiento de los sencillos, comenzó a trabajar en su álbum debut Madonna, producido principalmente por Reggie Lucas. Tuvo una reunión con Lucas en el apartamento de Basquiat y él le presentó algunas canciones para el disco. Sin embargo, la intérprete tuvo varios desacuerdos con las técnicas de producción de Lucas y no estaba satisfecha con las pistas una vez terminadas, por lo que decidió buscar refuerzo adicional para mejorarlas.
Madonna pidió ayuda a John «Jellybean» Benitez, quien se convirtió en su nuevo interés amoroso, para terminar la producción del álbum. Benitez mezcló la mayoría de las pistas y produjo la canción «Holiday», tercer sencillo del disco y su primer éxito internacional. Por aquel entonces, Benitez trabajaba en la discoteca Funhouse mientras se encargaba con Madonna de las mezclas de las canciones. Fue él quien descubrió «Holiday», una composición de Curtis Hudson y Lisa Stevens, integrantes de la banda Pure Energy. Convencido de su potencial, se la presentó a Madonna, quien aprobó rápidamente su inclusión en el álbum. El tema, publicado con el disco ya a la venta, se convirtió en el primero de la cantante en ingresar al Billboard Hot 100, alcanzando la posición número 16.
Madonna lanzó su álbum homónimo en julio de 1983, del cual se desprendieron dos sencillos más, «Lucky Star» y «Borderline», que se posicionaron entre los primeros puestos del Billboard Hot 100. La revista Rolling Stone nombró «Borderline» como la segunda mejor canción del año 1984 y colocó al trabajo discográfico en la decimosexta posición de su conteo de «Los 100 mejores discos debut de todos los tiempos». A su vez, la publicación Entertainment Weekly lo clasificó entre los mejores álbumes de la época contemporánea. Musicalmente, Madonna se caracteriza por un sonido disonante, cuyo estilo se asemeja a la música disco upbeat combinada con el sintetizador, utilizando tecnología de vanguardia de esa época, como la caja de ritmos LinnDrum, el bajo Moog y el sintetizador Oberheim OB-X. Comercialmente, en EE. UU. alcanzó la octava posición de la lista Billboard 200 y llegó a los diez primeros puestos en Australia, Francia, Nueva Zelanda, Reino Unido y los Países Bajos. Recibió la certificación de cinco discos de platino por la Recording Industry Association of America (RIAA) por sus más de cinco millones de unidades vendidas en territorio estadounidense y superó la cifra de diez millones de copias vendidas en todo el mundo.
En enero de 1984, Madonna ganó más exposición con diversas apariciones en programas de televisión, entre las que destacó su intervención en American Bandstand. Al ser preguntada acerca de sus aspiraciones por el presentador Dick Clark, afirmó que su intención era «dominar el mundo». Más adelante, John Mitchell, de la cadena MTV, catalogaría esta declaración como «una de las más legendarias» de la artista. Gradualmente, el aspecto, el estilo de vestir, las actuaciones y los vídeos musicales de la cantante comenzaron a influir en mujeres y niñas. Se convirtió en uno de los referentes de la moda femenina en la década de 1980. Creado por la diseñadora de joyería y estilista Maripol, el estilo, mezcla de estética punk y new romantic, se basaba en tops con encaje, faldas encima de pantalones capri, medias de rejilla, joyería con crucifijo y brazaletes incluidos, y el cabello aclarado.
| Me sorprendí por cómo reaccionó la gente ante «Like a Virgin» porque cuando grabé esa canción, para mí, estaba cantando sobre cómo algo me hizo sentir de cierta manera –renovada y fresca– y todos pensaron que cantaba que ya no quería ser virgen. ¡Joder! No tiene nada que ver con lo que canté. «Like a Virgin» fue siempre absolutamente ambigua. —Madonna sobre «Like a Virgin». |

Su popularidad continuó aumentando a nivel mundial con el lanzamiento de su segundo álbum de estudio, Like a Virgin, en noviembre de 1984, con el que lideró por primera vez las listas de ventas en Alemania, Italia, Países Bajos, Nueva Zelanda, España, Reino Unido y Estados Unidos. El primer sencillo que dio nombre al disco, «Like a Virgin», encabezó la lista Billboard Hot 100 durante seis semanas consecutivas y atrajo la atención de organizaciones conservadoras que se quejaron de que el tema y su vídeo promovían las relaciones sexuales prematrimoniales y socavaban los valores familiares, razones que esgrimieron en el intento de censurarlos.
Madonna recibió una enorme cobertura mediática por su interpretación de la canción en la primera entrega de los MTV Video Music Awards de 1984, donde apareció en el escenario encima de un pastel de boda gigante, con un velo y un vestido de novia adornado con una hebilla de cinturón con la inscripción «Boy Toy». En un giro no planeado, improvisó parte de su coreografía: se dejó caer al suelo y comenzó a moverse de forma sensual, sorprendiendo tanto al público como a los técnicos encargados de las cámaras. La actuación es reconocida como una de las más icónicas en la historia de MTV. Años después, la intérprete confesó que estaba aterrorizada tras la actuación: «Recuerdo a mi mánager Freddy gritándome: “¡Oh, Dios mío! ¿Qué estabas haciendo? Llevabas un vestido de novia. ¡Dios mío! ¡Estabas rodando por el suelo!”. Fue lo más valiente y lo más sexual que había hecho en la televisión».
El segundo sencillo, «Material Girl», alcanzó la segunda posición en el Billboard Hot 100 y rindió homenaje a través de su videoclip promocional a la interpretación de Marilyn Monroe de la canción «Diamonds Are a Girl's Best Friend» en la película de 1953, Los caballeros las prefieren rubias. Durante la grabación del vídeo, Madonna conoció al actor Sean Penn, quien acudió al rodaje con el único propósito de conocerla en persona, e iniciaron inmediatamente una relación sentimental. Like a Virgin fue certificado como disco de diamante por la RIAA y se convirtió en uno de los álbumes más vendidos de todos los tiempos con más de veintiún millones de copias despachadas en todo el mundo. Hugo Mistry, del Chicago Tribune, consideró que «Like a Virgin fue el gran avance de Madonna, mostró su estilo camp con una serie de divertidas pistas dance, letras atractivas y vídeos picantes», mientras que el periodista musical Víctor Lenore señaló que «ya sin duda alguna, Madonna conseguía traspasar los confines del pop para convertirse en... algo más».

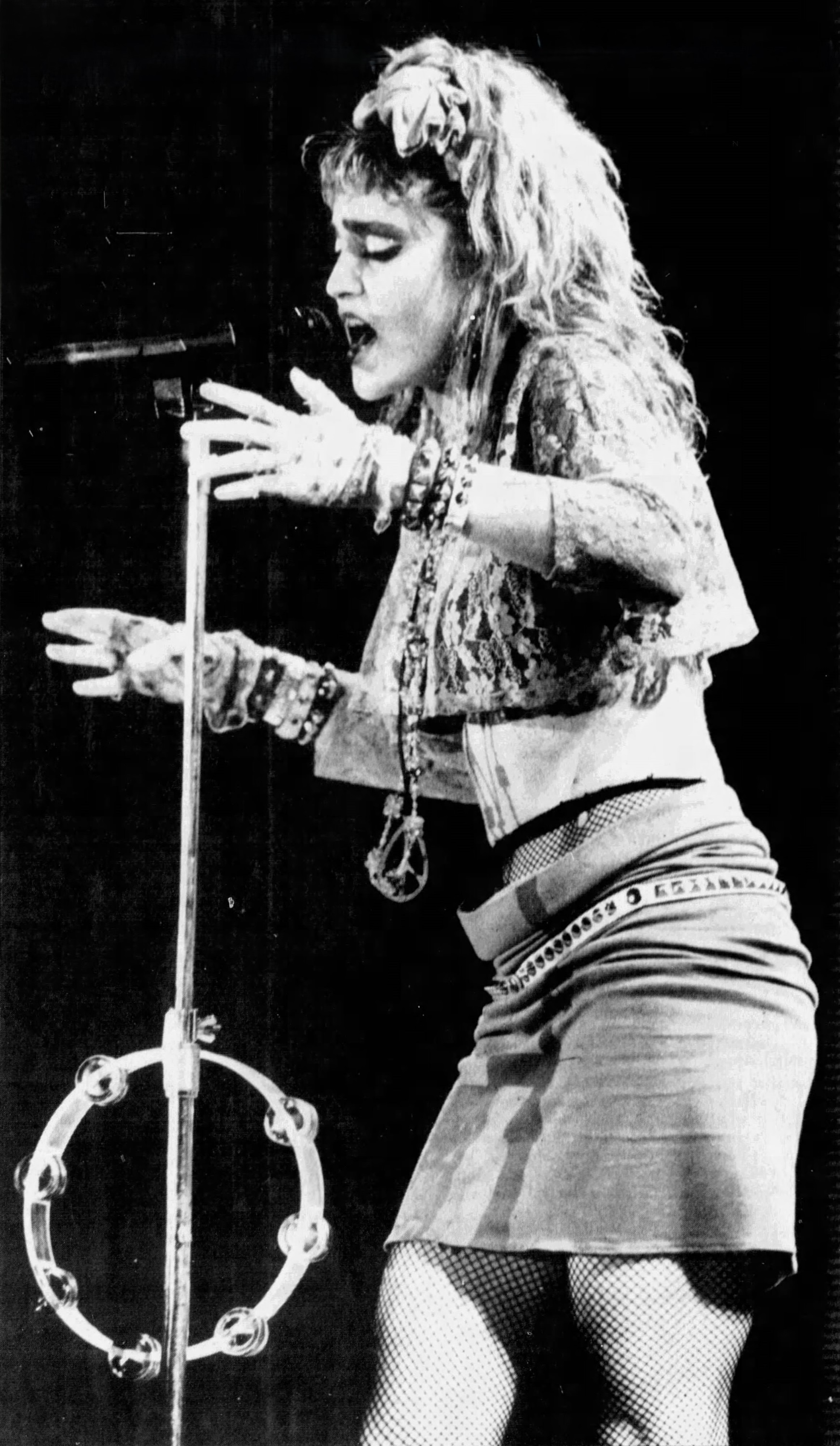
Madonna durante una actuación de la gira The Virgin Tour en 1985.

En 1985 entró al mundo del cine comercial con una breve aparición como cantante de un club nocturno en Vision Quest, una película de drama y romance. La banda sonora contenía dos nuevos sencillos de la cantante: «Crazy for You», su segundo número uno en Estados Unidos, y «Gambler». Pero su ascenso como figura cinematográfica vino de la mano de la comedia Desperately Seeking Susan de 1985, de cuya banda sonora sobresalía la canción «Into the Groove», su primer número uno en el Reino Unido. Aunque no era la actriz principal, su fama era tal que la película fue ampliamente contemplada y comercializada como un proyecto de Madonna. La cinta recibió una nominación para un Premio César a la mejor película extranjera y el crítico de cine Vincent Canby, de The New York Times, la consideró como una de las diez mejores películas de 1985.
En abril del mismo año, emprendió su primera gira musical, The Virgin Tour, recorriendo América del Norte con los Beastie Boys como teloneros. Madonna manifestó: «Toda la gira fue una locura, porque pasé de cantar en locales pequeños como CBGB y el Mudd Club a presentarme en estadios deportivos. Actué en un pequeño teatro en Seattle donde las chicas usaban faldas con solapas, medias que llegaban por debajo de sus rodillas, guantes de encaje, rosarios, moños y aretes de aros grandes. [...] Después de Seattle, todos los espectáculos fueron trasladados a estadios». Durante ese período, lanzó dos sencillos más del álbum, «Angel» y «Dress You Up». 
En julio, las revistas Penthouse y Playboy publicaron una serie de fotografías en las que Madonna posaba desnuda, tomadas en Nueva York en 1978 con fines artísticos y sin intención de ser difundidas en revistas. En aquel entonces, accedió a la sesión por necesidad económica, por la que recibió apenas 25 dólares como pago. La publicación desató un escándalo mediático, pero la cantante permaneció desafiante y sin remordimientos. Paradójicamente, las imágenes terminaron vendiéndose por más de 100 000 dólares. Durante su participación en el concierto benéfico Live Aid de 1985, Madonna aludió irónicamente al episodio, declarando que no se quitaría su chaqueta pese al intenso calor, ya que «[los medios de comunicación] podrían recriminármelo dentro de diez años». El 16 de agosto de ese mismo año, coincidiendo con su vigésimo séptimo cumpleaños, contrajo matrimonio con Sean Penn. Más allá de la amplia popularidad de la novia, la ceremonia cobró gran repercusión pública cuando Penn, irritado por el acoso de la prensa, disparó varias veces al aire con un arma de fuego para ahuyentar a los helicópteros de los medios. El artista Andy Warhol, invitado al enlace, lo describió como «el fin de semana más emocionante de mi vida».

### 1986-1991:True Blue,¿Quién es esa chica?,Like a PrayeryDick Tracy

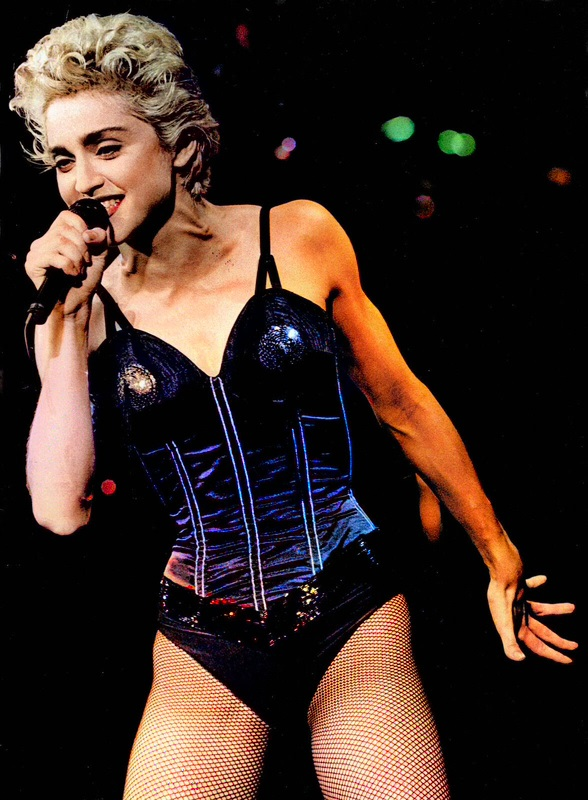
Madonna durante uno de los conciertos del Who's That Girl World Tour en 1987.

En junio de 1986 publicó su tercer álbum de estudio, True Blue, inspirado en su relación con Penn y dedicado a él. De la producción musical se desprendieron tres sencillos que alcanzaron el número uno en el Billboard Hot 100: «Live to Tell», «Papa Don't Preach» y «Open Your Heart», además de otros dos que se ubicaron entre los cinco primeros puestos de la citada lista, «True Blue» y «La isla bonita». La obra musical lideró las listas de ventas en 28 países, un logro sin precedentes en aquel momento, y despuntó como el trabajo de estudio más vendido de su carrera con más de veinticinco millones de copias comercializadas a nivel mundial. True Blue apareció en la edición de 1992 del Libro Guinness de los récords como el disco más vendido de la historia por una solista femenina. Los críticos de la revista Rolling Stone se mostraron impresionados con esta producción, sobre la que afirmaron que «suena como si saliera del corazón». Ese mismo año, Madonna coprotagonizó con Penn dos proyectos: la cinta Shanghai Surprise, que recibió críticas negativas y le valió un premio Golden Raspberry a la peor actriz, y su debut teatral en la producción de David Rabe, Goose and Tom-Tom.
Convencida de que la comedia era parte de su potencial artístico, protagonizó al año siguiente ¿Quién es esa chica?, su segundo fracaso consecutivo comercial y de crítica. Contribuyó con cuatro canciones a su banda sonora homónima, comercializada como parte de su discografía, entre las que destacaron «Who's That Girl» y «Causing a Commotion». Si bien la cinta supuso un fiasco comercial, la banda sonora vendió más de seis millones de copias. En junio de 1987 se embarcó en la gira mundial Who's That Girl World Tour, que continuó hasta septiembre. Logró varios hitos de asistencia, entre ellos un concierto en las afueras de París que reunió a más de 130 000 personas, convirtiéndose en el espectáculo femenino más concurrido en la historia de Francia. Con respecto a la gira, Madonna expuso: «Me di cuenta de que podría dejar de ser arcilla sin moldear y, con el tiempo y con la ayuda de los demás, me podría convertir en algo más. Esta gira es el reflejo de esa creencia y es como si me dijera “¿Quién eres tú, chica?” De ahí el nombre, algo nuevo para mí».
En noviembre del mismo año lanzó You Can Dance, su primer álbum de remezclas, que alcanzó el puesto 14 en el Billboard 200 y se consolidó como uno de los discos de remezclas más vendidos de todos los tiempos al superar los cinco millones de unidades liquidadas. Debutó en Broadway de mayo a agosto de 1988 con la producción Speed-the-Plow, representada en el Royale Theatre. Después de una solicitud de divorcio anulada en diciembre de 1987, Madonna y Penn solicitaron el divorcio en enero de 1989, alegando diferencias irreconciliables. El abogado de Madonna apuntó como causas el alcoholismo de Penn y su carácter violento. Según la agencia Associated Press, la cantante presentó un informe de agresión contra Penn después de un presunto incidente en su casa de Malibú durante el fin de semana de Año Nuevo. De su matrimonio con Penn, declaró más tarde que «estaba completamente obsesionada con mi carrera y de ninguna manera estaba preparada para ser generosa».
En enero de 1989 firmó un contrato de patrocinio con la multinacional de refrescos Pepsi. Como parte de la colaboración, su canción «Like a Prayer» se estrenó en uno de los comerciales de la marca. Poco después, el lanzamiento del videoclip oficial desató una ola de controversia por su fuerte carga de simbolismo religioso, como los estigmas y las cruces en llamas, además de la inclusión de una escena íntima con un santo. Fue condenado por el Vaticano y rechazado por grupos religiosos, que exigieron la retirada del anuncio y promovieron un boicot contra los productos de la empresa. Ante la presión, Pepsi canceló la campaña y puso fin al contrato, si bien Madonna recibió íntegramente la remuneración acordada de cinco millones de dólares.
La canción sirvió de antesala a su cuarto álbum de estudio, del mismo nombre, el cual fue coescrito y coproducido junto con Patrick Leonard y Stephen Bray, y publicado en marzo de 1989. El disco recibió elogios generalizados; Rolling Stone lo definió como «lo más cerca que la música pop puede estar del arte» y lo situó entre los 500 mejores álbumes de todos los tiempos. En el plano comercial, Like a Prayer dominó el primer puesto en más de treinta países, entre ellos Estados Unidos, Japón y el Reino Unido, con ventas mundiales superiores a quince millones de copias, de las que cuatro millones correspondieron únicamente al mercado estadounidense. El trabajo discográfico originó seis sencillos, entre los que despuntaron la canción homónima, que alcanzó el número uno en varios países, así como «Express Yourself» y «Cherish», ambos posicionados en el número dos del Billboard Hot 100. Hacia finales de 1989, Madonna fue nombrada la «artista de la década» por diversos medios de comunicación, incluidos Billboard y MTV. Para entonces, las ventas acumuladas de sus discos ya superaban los 75 millones de unidades, con apenas siete años de trayectoria musical.
En 1990 interpretó a Breathless Mahoney en la película Dick Tracy, con Warren Beatty en el papel principal. La cinta se convirtió en uno de los títulos más taquilleros del año y le valió a la artista una nominación a los premios Saturn a la mejor actriz. Como complemento al filme, lanzó la banda sonora I'm Breathless, inspirada en la estética y ambientación de la década de 1930, en cuya producción exploró géneros musicales como el swing o el jazz. Su primer sencillo, «Vogue», se convirtió en su mayor éxito hasta ese momento al liderar las listas de ventas en más de treinta países, incluido Estados Unidos. Por su parte, el tema «Sooner or Later» le brindó a su compositor Stephen Sondheim un Óscar a la mejor canción original en 1991. Pese a representar una propuesta musical radicalmente distinta a toda su obra previa, I'm Breathless vendió más de siete millones de copias en todo el mundo y se convirtió en el álbum internacional más vendido del año en Japón. Mientras rodaba la película, la cantante comenzó una relación amorosa con Beatty que se disolvió a finales de 1990.

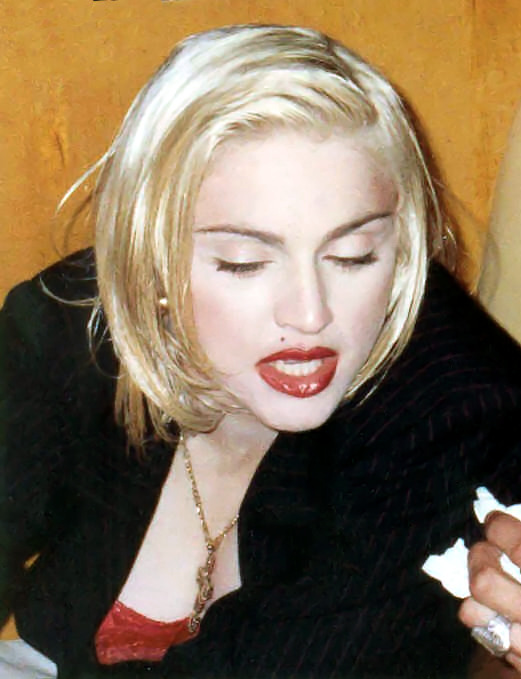
Madonna durante un evento benéfico en Los Ángeles, en 1990.

En abril de 1990 comenzó su gira Blond Ambition World Tour, que se extendió hasta agosto. Rolling Stone la definió como una «extravagancia con coreografía elaborada y sexualmente provocativa», y la proclamó como «el mejor espectáculo de 1990». La gira desató una férrea reacción por parte de grupos religiosos, especialmente debido a la interpretación de «Like a Virgin», en la que dos bailarines acariciaban su cuerpo antes de que ella simulara masturbarse. El Papa instó al público y a la comunidad cristiana a no asistir a los conciertos. Una asociación de católicos autodenominada Famiglia Domani también promovió un boicot, mientras que el Vaticano la calificó como «uno de los espectáculos más satánicos en la historia de la humanidad». En respuesta, Madonna explicó: «Soy italoestadounidense y estoy orgullosa de ello. [...] La gira de ninguna manera hiere los sentimientos de nadie. Está dirigida a gente de mente abierta y les ofrece una perspectiva diferente sobre la sexualidad»; también observó que la Iglesia prohibía «completamente el sexo... excepto para la procreación». Uno de los conciertos fue grabado y lanzado en formato Laserdisc, lo que le valió a la intérprete un premio Grammy al mejor vídeo musical de formato largo en 1992.
En noviembre de 1990 publicó su primer álbum de grandes éxitos bajo el título The Immaculate Collection, que presentaba dos canciones inéditas: «Justify My Love» y «Rescue Me». Recibió la certificación de once discos de platino por la RIAA y despachó más de treinta millones de copias en todo el mundo, lo que lo convirtió en el disco recopilatorio más vendido por un solista en la historia. «Justify My Love» obtuvo su noveno número uno en el Billboard Hot 100 de Estados Unidos y alcanzó los diez primeros puestos en otros países. El vídeo promocional contaba con escenas de sadomasoquismo, bondage, besos entre personas del mismo sexo y desnudez parcial. La cadena MTV consideró que era demasiado explícito sexualmente y prohibió su emisión. Madonna respondió a esta censura: «¿Por qué será que la gente está dispuesta a ir al cine a ver una película en la que golpean a alguien sin motivo aparente, pero nadie quiere ver a dos chicas besándose o a dos hombres acariciándose? [...] MTV se ha portado bien conmigo y conoce a su audiencia. Si es demasiado fuerte para ellos, lo comprendo. Aunque una parte de mí pensaba que se iban a atrever con esto». Mientras tanto, el segundo sencillo «Rescue Me» registró el debut más alto para una solista en la historia del Billboard Hot 100, ingresando directamente en el puesto 15.
En diciembre de 1990 decidió abandonar la película Boxing Helena de Jennifer Lynch, en la que previamente había aceptado participar como protagonista, sin ofrecer explicaciones a los productores. Entre finales de ese año y principios de 1991, mantuvo un idilio con Tony Ward, modelo y actor pornográfico que apareció en los videoclips de «Cherish» y «Justify My Love». También sostuvo una relación de ocho meses con el rapero Vanilla Ice, quien aseguró haber rechazado una propuesta de matrimonio por parte de la cantante. En mayo de 1991 se estrenó su primer documental, Madonna: Truth or Dare, grabado durante la gira Blond Ambition World Tour. El montaje del evento se convirtió en el documental más taquillero de la historia, superado once años más tarde por Bowling for Columbine de Michael Moore.

### 1992-1997: Maverick,Erotica,Sex,Bedtime Stories,Evitay maternidad
En 1992 obtuvo un papel secundario en la cinta A League of Their Own como Mae Mordabito, una jugadora de béisbol. La producción recaudó más de cien millones de dólares y se clasificó como el décimo largometraje más taquillero del año en Estados Unidos. Si bien grabó el tema principal de la película, «This Used to Be My Playground», el cual obtuvo la primera posición en el Hot 100, la banda sonora no lo incluyó por motivos contractuales. Ese mismo año fundó su propia empresa de entretenimiento, Maverick, conformada por una compañía discográfica (Maverick Records), una productora de cine (Maverick Films) y varias divisiones vinculadas a publicaciones musicales, televisión, libros y merchandising. Como parte del acuerdo con Time Warner, Madonna recibió un adelanto de 60 millones de dólares. Además percibía el 20% de las regalías generadas por la venta y promoción de su música, una de las tasas más elevadas en la industria, igualando en ese momento el porcentaje de regalías que, un año antes, Michael Jackson había establecido con Sony. Con el tiempo, Maverick se consolidó como uno de los sellos discográficos más exitosos, impulsando la carrera de artistas multiplatino como Alanis Morissette y Michelle Branch.
El primer lanzamiento de la empresa fue Sex, un libro escrito por la propia artista y acompañado por imágenes sexualmente provocativas y explícitas, obra del fotógrafo de moda Steven Meisel. A pesar de que el libro causó una potente reacción negativa en los medios de comunicación y el público en general, logró vender 1,5 millones de ejemplares en cuestión de tres días. Esta respuesta generalizada eclipsó el lanzamiento simultáneo, en octubre de 1992, de su quinto álbum de estudio, Erotica. La obra musical debutó en la segunda posición del Billboard 200 y acumuló ventas por más de seis millones de unidades. El Salón de la Fama del Rock and Roll lo reconoció como uno de los discos más revolucionarios de todos los tiempos, mientras que Paul Verna, de Billboard, recomendó dejar de lado los prejuicios sobre su título, pues representa «su colección más variada y creativamente desafiante hasta la fecha». El sencillo homónimo alcanzó el número tres en el Billboard Hot 100. Erotica también produjo cinco sencillos más: «Deeper and Deeper», «Bad Girl», «Fever», «Rain» y «Bye Bye Baby».

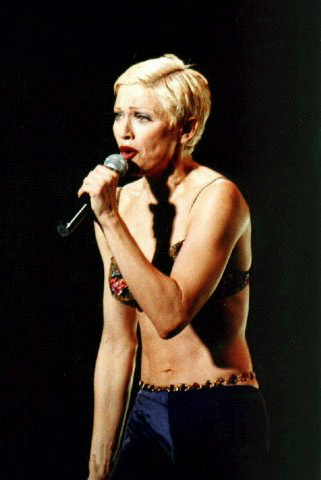
Madonna durante un concierto de su gira The Girlie Show en septiembre de 1993.

Continuó cultivando su imagen provocativa con Body of Evidence (1993), una película con escenas de sadomasoquismo y bondage que fue duramente vapuleada por la crítica. También protagonizó el mismo año Juego peligroso, dirigida por Abel Ferrara, que en Norteamérica fue lanzada directamente en formato doméstico. The New York Times describió la cinta como «furiosa y dolorosa; el dolor se siente real». En septiembre de 1993 se embarcó en la gira The Girlie Show, en la que aparecía caracterizada como una dominatrix y acompañada por bailarinas en toples. Si bien el espectáculo resultó ser un éxito financiero con 70 millones de dólares recaudados, no estuvo exento de polémica, específicamente en Puerto Rico, donde la cantante frotó la bandera del país entre sus piernas provocando abucheos por parte del público.
En marzo de 1994 apareció como invitada en el programa Late Show with David Letterman, donde utilizó un lenguaje soez que fue censurado durante la emisión y entregó a Letterman un par de prendas íntimas pidiéndole que las oliera. Sus películas, disco y libro de temática sexual, sumados a su polémica y agresiva aparición en el programa, llevaron a que muchos la identificaran como una renegada sexual. Se enfrentó a una intensa recepción virulenta de crítica y público, que comentaron que «había ido demasiado lejos» y auguraron el final de su carrera artística. Durante esta etapa, mantuvo breves romances con el rapero Tupac Shakur y el jugador de baloncesto Dennis Rodman. Grabó la balada «I'll Remember» como tema principal de la película With Honors (1994) de Alek Keshishian. Según el biógrafo J. Randy Taraborrelli, con ella intentó suavizar su imagen controvertida. Tiempo después, retomó su presencia en televisión al presentarse junto a Letterman en una entrega de premios y asistir como invitada a The Tonight Show con Jay Leno, tras reconocer que necesitaba cambiar de rumbo musical para preservar su popularidad.
En octubre de 1994 publicó su sexto álbum de estudio, Bedtime Stories, donde exploró el género R&B moderno y adoptó una imagen más dulcificada para reconectar con el público general, sin que ello comprometiera su integridad artística. El disco debutó en el tercer puesto del Billboard 200 y generó cuatro sencillos, entre los que destacaron «Secret» y «Take a Bow»; este último encabezó el Hot 100 durante siete semanas consecutivas, el período más prolongado para un sencillo de Madonna. Bedtime Stories mejoró el rendimiento comercial de su anterior trabajo musical al superar los ocho millones de copias vendidas globalmente y recibió una nominación a los premios Grammy en la categoría de mejor álbum de pop. Además tuvo una positiva acogida por los especialistas, que lo clasificaron como una de las mejores producciones del año. Stephen Holden del New York Times lo nombró «fácilmente [su] mejor álbum» y añadió que era «una mezcla seductora de hiphop suave y baladas agridulces».
Para su siguiente proyecto, la artista  deseaba dejar constancia de la transformación artística que estaba atravesando. Something to Remember, una compilación de baladas publicada en noviembre de 1995 y cuya producción significó para ella una experiencia «emotiva» como testimonio de su evolución, la devolvió a la primera línea comercial con más de diez millones de copias vendidas. El disco contó con tres canciones inéditas: «You'll See», «One More Chance» y una versión del tema de Marvin Gaye, «I Want You». Un punto destacado por la crítica especializada sobre la producción musical es que esta centraba la atención en la voz de la intérprete. Años más tarde, Madonna reconoció que sentía un especial aprecio por los trabajos lanzados entre Like a Prayer y Something to Remember, «aunque estoy de acuerdo en que todos los álbumes fueron momentos clave para mí». Durante este tiempo, inició una relación amorosa con su entrenador personal Carlos León.
| Este es el personaje para el que nací. Puse todo de mi parte porque era algo más que un papel de una película. Era tan emocionante e intimidante al mismo tiempo. Y fue lo más lejos que tuve que impulsar mi creatividad. En cada nivel, obtuve un gran aprendizaje. Y estoy más orgullosa de Evita que de cualquier otra cosa que hice. —Madonna hablando de la importancia de Evita y su papel como Eva Perón. |

En 1996 tuvo lugar el estreno de la película Evita, en la que asumió el papel protagónico de Eva Perón. Su deseo de personificar a Perón se había mantenido durante muchos años, al punto de escribir una carta al director Alan Parker explicándole por qué era la candidata perfecta para el papel. Una vez asegurado el rol, tomó clases de canto para perfeccionar su técnica vocal y se documentó a fondo sobre la historia de Argentina y Perón. El rodaje en Argentina generó un notable revuelo mediático, durante el cual miembros del Partido Peronista lanzaron una campaña de odio contra Madonna, el director y la producción, ante el temor de que el proyecto empañara la imagen de Eva.
Madonna cayó enferma durante el rodaje en múltiples ocasiones, lo que la llevó a declarar: «La intensidad de las escenas que hemos estado grabando, la cantidad de trabajo emocional y la concentración necesaria para terminar el día son tan agotadoras física y mentalmente que estoy segura de que tendré que ser hospitalizada cuando termine». En medio de la producción, descubrió que estaba embarazada. Para recrear la ambientación de época se confeccionaron cerca de seis mil atuendos. Madonna lució 370 trajes diferentes, estableciendo un récord Guinness por la mayor cantidad de cambios de vestuario en una película. Tras el estreno de Evita en diciembre de 1996, su actuación recibió elogios de los críticos de cine. Zach Conner de la revista Time escribió: «Es un alivio decir que Evita es realmente buena, con un buen reparto y visualmente atractiva. Madonna confunde, una vez más, nuestras expectativas. [...] Ames u odies a Madonna-Eva, es un imán para los ojos». La artista ganó un Globo de Oro a la mejor actriz en un musical o comedia por su labor.
La banda sonora de Evita, compuesta por canciones en su mayoría interpretadas por Madonna y lanzada como un álbum doble de la intérprete, resultó un éxito de ventas con once millones de copias despachadas en todo el mundo. Tres sencillos promocionaron el material, de los que sobresalieron «You Must Love Me», compuesta específicamente para la película y ganadora de un Óscar a la mejor canción original en 1997, y su versión de la popular «Don't Cry for Me Argentina», que alcanzó el número uno en países de toda Europa. La cantante recibió el premio al logro artístico de manos de Tony Bennett en los Billboard Music Awards de 1996. El 14 de octubre de 1996 dio a luz a Lourdes Maria Ciccone Leon, fruto de su relación con León. Después del nacimiento de su hija, se involucró en el misticismo oriental y la cábala, introducida a esta corriente por la actriz Sandra Bernhard. La biógrafa Mary Cross escribió que, aunque la artista temió que su embarazo perjudicara a Evita, alcanzó metas personales importantes: «Ahora con 38 años, Madonna finalmente ha triunfado en la pantalla y logrado su sueño de tener un hijo, ambos en el mismo año. Ha llegado a otro punto de inflexión en su carrera, reinventándose a sí misma y a su imagen ante el público». Su noviazgo con León terminó en mayo de 1997 y declaró que su vínculo era «mejor como buenos amigos».

### 1998-2002:Ray of Light,Musicy segundo matrimonio

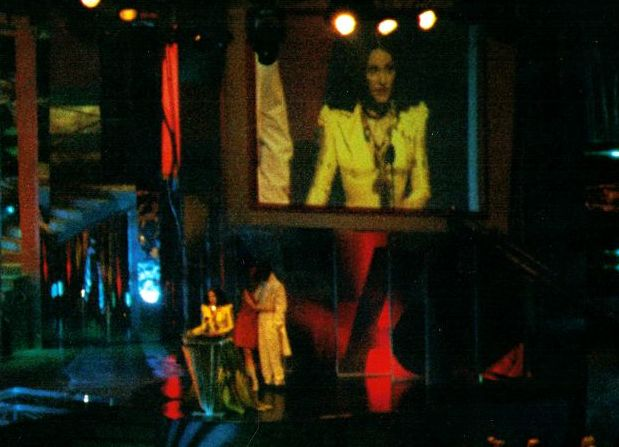
Madonna recibiendo un premio durante los VH1 Fashion Awards en octubre de 1998.

En febrero de 1998 publicó su séptimo álbum de estudio, Ray of Light, en el que colaboró con el productor de música electrónica William Orbit y reflejó un cambio en su percepción e imagen. Comentó: «Este disco, más que cualquier otro, cubre todas las áreas de la vida. Me había acercado recientemente a la cábala y dejado atrás los días de fiesta, además de que acababa de tener un bebé, por lo que mi alegría era plena y me encontraba increíblemente reflexiva, pensando en retrospectiva e intrigada por los aspectos místicos de la vida». La crítica musical Ann Powers explicó que lo que Madonna buscaba con Orbit era «una especie de exuberancia para este disco. El tecno y las raves estaban de moda en los 90 y tenían muchas formas diferentes. Había música muy experimental, más dura, como Aphex Twin. Había música fiestera, como Fatboy Slim. Pero Madonna no buscaba nada de esto. Quería algo más propio de una cantautora, en realidad. Y William Orbit se lo proporcionó».
El álbum recibió la aclamación de la crítica y Slant Magazine lo describió como «una de las grandes obras maestras del pop de los años 1990». Ray of Light ganó cuatro premios Grammy, que comprendían las categorías mejor álbum pop y mejor grabación dance. También figuró como uno de los 500 mejores álbumes de todos los tiempos según la revista Rolling Stone. Además de liderar las listas de diecisiete países, entre ellos Australia, Canadá, el Reino Unido y varias naciones de Europa continental, debutó en el segundo puesto del Billboard 200 y se convirtió en uno de los álbumes más vendidos de la historia con más de veinte millones de unidades comercializadas en todo el mundo. El primer sencillo, «Frozen», alcanzó la primera posición en la lista UK Singles Chart, mientras que en Estados Unidos fue su sexto sencillo en llegar al segundo puesto, lo que le valió el récord como la artista con más éxitos en este posicionamiento del Billboard Hot 100. Por otra parte, Bélgica prohibió la difusión de la canción por considerarla un plagio del tema «Ma Vie fout L'camp» (1993), compuesto por el belga Salvatore Acquaviva. El segundo sencillo, «Ray of Light», debutó en la quinta posición del Billboard Hot 100.
La edición de 1998 del Libro Guinness de los récords documentó que «ninguna artista femenina ha vendido más discos que Madonna en todo el mundo». Aceptó interpretar a una profesora de violín en la película Music of the Heart, aunque abandonó el proyecto alegando «diferencias creativas» con el director Wes Craven. Ese mismo año creó la fundación Ray of Light Foundation, dedicada a la igualdad de género, la educación, el desarrollo global y la ayuda humanitaria. El éxito de Ray of Light prosiguió con el sencillo «Beautiful Stranger», grabado para la cinta de 1999, Austin Powers: The Spy Who Shagged Me. El tema se posicionó en el número 19 del Billboard Hot 100 y obtuvo un premio Grammy a la mejor canción escrita para una película, televisión u otro medio visual. Más tarde, la cantante admitió que había comenzado una relación sentimental con el director británico Guy Ritchie, a quien conoció gracias a Sting y su esposa Trudie Styler, amigos en común.
En 2000 protagonizó la película The Next Best Thing contribuyendo a su banda sonora con dos canciones: «Time Stood Still» y una versión del éxito internacional «American Pie» de Don McLean. En septiembre de 2000 publicó su octavo álbum de estudio, Music, inspirado en la música electrónica, aunque también contenía elementos country y folk, así como temáticas basadas en su vida personal. Sobre su colaboración con el productor francés Mirwais Ahmadzaï, aclaró: «Me encanta trabajar con excéntricos que nadie conoce, las personas que tienen un talento crudo y que están haciendo música a diferencia de cualquier otra por ahí». Stephen Thomas Erlewine de Allmusic consideró que el disco «es como un caleidoscopio de color, técnica, estilo y sustancia» mientras que el crítico Robert Christgau describió las pistas como «buenas, todas maduras».
Music ocupó la primera posición en más de veinte países en todo el mundo y vendió quince millones de copias, de las cuales cuatro se liquidaron solamente en los primeros diez días tras su lanzamiento. En Estados Unidos, el álbum debutó en el primer puesto, convirtiéndose en su primer número uno en once años desde Like a Prayer. Supuso su cuarta producción mencionada en el listado Los 500 mejores álbumes de todos los tiempos de la revista Rolling Stone y recibió cinco nominaciones a los premios Grammy, que englobaban las categorías mejor álbum pop y mejor grabación del año. También apareció en el libro 1001 discos que hay que escuchar antes de morir. Del trabajo discográfico se desprendieron tres sencillos: «Music», que lideró el Billboard Hot 100 durante cuatro semanas consecutivas, «Don't Tell Me» y «What It Feels Like for a Girl». El vídeo musical de este último mostraba a la intérprete cometiendo actos delictivos y vandálicos, por lo que las cadenas MTV y VH1 prohibieron su emisión.
El 11 de agosto de 2000 dio a luz a su segundo hijo, Rocco Ritchie, fruto de su relación con Ritchie. Sufrió complicaciones en el parto al desarrollar placenta previa, por lo que tuvo que ser intervenida de urgencia para salvaguardar la vida del bebé. En diciembre, la pareja se casó en una ceremonia privada en Escocia. Luego de una ausencia de ocho años de los escenarios, en junio de 2001 emprendió su quinta gira, Drowned World Tour. El espectáculo aterrizó en diversas ciudades de Europa y Estados Unidos; despuntó como la gira más taquillera del año por un solista al recaudar 75 millones de dólares con 47 espectáculos. A finales de año publicó su segundo álbum de grandes éxitos, GHV2, que recopila quince sencillos de la segunda década de su carrera discográfica. Debutó en la séptima posición del Billboard 200 y vendió siete millones de unidades a nivel global.
Protagonizó la comedia romántica Swept Away (2002), dirigida por su marido Ritchie, que fue un fracaso comercial y de crítica; en el Reino Unido apareció directamente para vídeo. En mayo de 2002 se presentó sobre las tablas del circuito teatral londinense con la obra Up for Grabs; a pesar de agotar todas las localidades, su desempeño tuvo una fría recepción por los expertos. Ese mismo año publicó el sencillo «Die Another Day», tema principal de la banda sonora de la entrega de James Bond, Die Another Day, en la que además tuvo un cameo descrito por Peter Bradshaw de The Guardian como «increíblemente acartonado». El sencillo suscitó reacciones dispares: alcanzó el octavo puesto en el Billboard Hot 100 y recibió una nominación al Globo de Oro a la mejor canción original y, en contraste, también fue candidata a un Golden Raspberry en la categoría de peor canción.

### 2003-2006:American Life, libros infantiles yConfessions on a Dance Floor

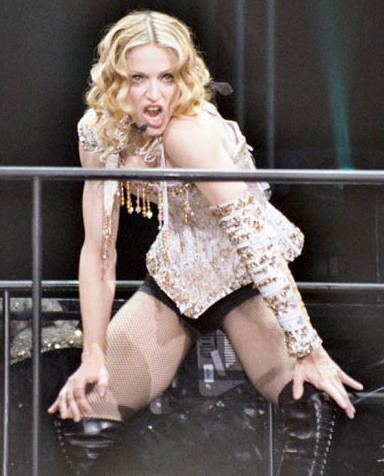
Madonna interpretando «Nobody Knows Me» durante Re-Invention World Tour, la gira con mayores ingresos de 2004.

En 2003 colaboró con el fotógrafo de moda Steven Klein en la creación de una instalación artística denominada «X-STaTIC Pro = CeSS». La obra comprendía imágenes provenientes de una sesión fotográfica para la revista W y siete segmentos en vídeo. La galería Deitch Projects de Nueva York expuso la obra desde marzo hasta mayo, y más adelante distintas ciudades del mundo ofrecieron la obra en formato editado. En abril de ese mismo año publicó su noveno álbum de estudio, American Life, en el que aprovechó la ocasión para cuestionar y ponderar el sueño americano en medio del clima desolado y paranoico causado por los atentados del 11 de septiembre de 2001. Con una parte biográfica destacada también, la intérprete definió American Life «como un viaje al baúl de los recuerdos, regresando a todo lo que he logrado, todo lo que alguna vez he valorado y todas las cosas que son importantes para mí». El disco recibió críticas generalmente positivas.
Larry Flick de The Advocate consideró que «American Life es un álbum que se encuentra entre los más aventureros y líricamente inteligentes. [...] Resulta ser un esfuerzo a medias para sonar y ser tomado en serio». La canción homónima alcanzó el número 37 en el Hot 100. La emisión del vídeo musical original de «American Life» recibió la autocensura por primera vez de la propia artista en la convicción de que el vídeo, que abarcaba imágenes de violencia y guerra, se consideraría antipatriota dado que Estados Unidos acababa de iniciar la guerra de Irak. American Life obtuvo dos nominaciones a los premios Grammy y alcanzó la primera posición en el Billboard 200. Si bien fue el disco de estudio con menos ventas en su carrera hasta ese momento con cinco millones de copias comercializadas, figuró entre los lanzamientos musicales más vendidos del año a nivel global.
Más tarde ese año, en la apertura de los MTV Video Music Awards 2003, interpretó un popurrí de «Like a Virgin» y «Hollywood» junto con Britney Spears, Christina Aguilera y Missy Elliott; durante la actuación besó en los labios a Spears y Aguilera, lo que generó exaltación en los tabloides. Posteriormente, colaboró con Spears en el sencillo «Me Against the Music». En noviembre de 2003 publicó Remixed & Revisited, disco de remezclas que contiene versiones de las canciones de American Life, además de aportar el tema inédito «Your Honesty», proveniente de las sesiones de grabación de Bedtime Stories. Comercializó más de un millón de copias, lo que lo situó entre los álbumes de remezclas más vendidos de todos los tiempos. Madonna firmó un contrato con la editorial Callaway Arts & Entertainment para publicar como autora cinco libros infantiles. El primero de estos libros, titulado The English Roses, salió a la venta en septiembre de 2003. Narra la historia de cuatro colegialas inglesas, manifestando los celos y la envidia que sienten entre ellas. Kate Kellway de The Guardian sostuvo que «[Madonna] es una actriz interpretando algo que nunca podrá ser: una J. K. Rowling, una rosa inglesa». El libro debutó en la cima de la lista de los libros más vendidos de The New York Times y logró consolidarse como el libro ilustrado infantil más vendido de todos los tiempos. La cantante destinó las ganancias a una organización benéfica para niños.
Al año siguiente, Madonna y Maverick interpusieron una demanda conjunta contra Warner Music Group y su antigua casa matriz, Time Warner, mediante la que se alegaba que la mala administración de los recursos y una deficiente contabilidad habían provocado pérdidas millonarias a la empresa. Como réplica, Warner presentó una contrademanda argumentando que Maverick había perdido decenas de millones de dólares por cuenta propia. Warner resolvió el conflicto legal cuando adquirió las acciones de Maverick que pertenecían a Madonna y Ronnie Dashev. A partir de entonces, la compañía pasó a ser una subsidiaria de Warner Music, mientras que Madonna mantuvo su vínculo con el sello mediante un contrato discográfico independiente.
A mediados de 2004, comenzó la gira Re-Invention World Tour, con la que se presentó en Estados Unidos, Canadá y Europa. Se convirtió en el espectáculo más lucrativo del año con 125 millones de dólares en ganancias. Las grabaciones de los conciertos dieron origen al documental I'm Going to Tell You a Secret. En noviembre de 2004 su nombre fue incluido en el Salón de la Fama de la Música del Reino Unido como uno de sus cinco miembros fundadores, junto con The Beatles, Elvis Presley, Bob Marley y U2. Por su parte, Rolling Stone clasificó a la cantante en el puesto 36 en su listado de los «100 mejores artistas de todos los tiempos», con una reseña escrita por Britney Spears. En enero de 2005 interpretó una versión del tema «Imagine» de John Lennon como parte de las iniciativas solidarias por el tsunami del océano Índico, y participó en el concierto benéfico Live 8 en Londres.
| Probé diferentes cosas hasta que Stuart me trajo música. Y fue como una inspiración divina. Simplemente acertó, como si dijera: «Esta es la dirección de mi disco». Esa fue nuestra intención, crear un disco que pudieras escuchar en una fiesta o en tu auto, donde no tienes que saltarte una balada. Es imparable. —Madonna sobre Confessions on a Dance Floor. |

Mientras desarrollaba su nuevo proyecto musical en estrecha colaboración con el productor Stuart Price, adelantó que se enfocaría en un concepto y sonido diferentes a su trabajo previo, sin composiciones políticas y contemplado como una sesión de pistas secuenciadas con reminiscencias de la música disco de las décadas de 1970 y 1980. Su décimo álbum de estudio, Confessions on a Dance Floor, salió a la luz finalmente en noviembre de 2005, estableciendo una nueva marca al liderar las listas comerciales en 40 países del mundo. El repertorio comenzaba con un aire optimista que, a medida que avanzaba, se tornaba más intenso, con letras centradas en experiencias y emociones personales; por ende, su título remite a «confesiones». Keith Caulfield de Billboard aseveró que el disco era «el regreso de la Reina del Pop». La obra musical ganó un premio Grammy por mejor álbum dance.
El primer sencillo, «Hung Up», llegó al número uno en un récord de 41 países, hito que ocupó un lugar en el Libro Guinness de los récords. La pista contiene un sample del éxito «Gimme! Gimme! Gimme! (A Man After Midnight)» del grupo pop ABBA. Conocedora de la práctica habitual de la banda de denegar el uso de los derechos de sus obras, remitió una carta dirigida a los integrantes Benny Andersson y Björn Ulvaeus, en la que no solo solicitaba permiso, sino que también expresaba su admiración, lo que finalmente condujo a la autorización para usar la muestra. «Sorry», el segundo sencillo, se convirtió en su duodécimo número uno en el Reino Unido. A pesar de haberse publicado a finales de 2005, Confessions on a Dance Floor fue el sexto disco más exitoso del año a nivel global y sus cifras totales superaron los doce millones de copias vendidas.

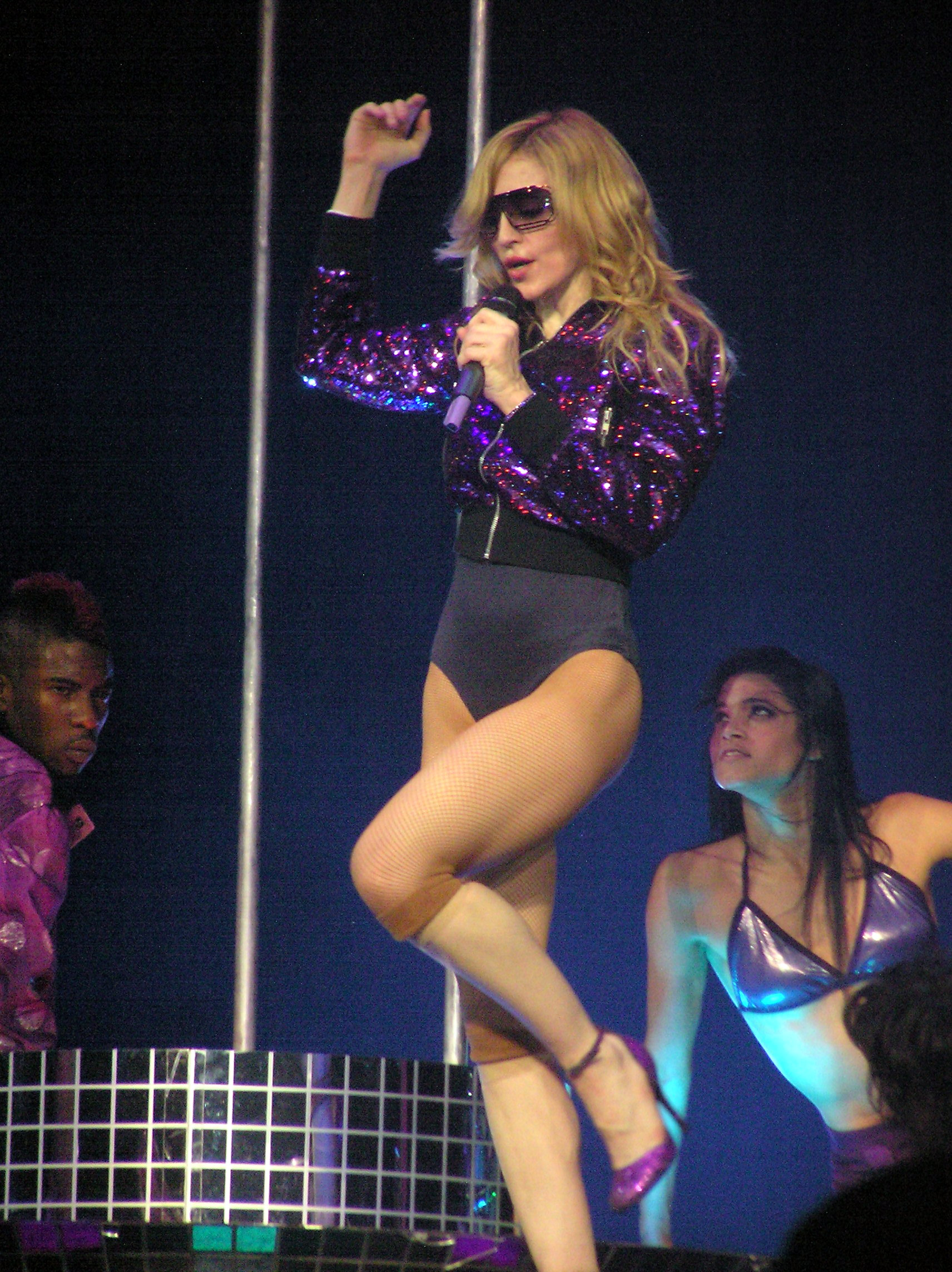
Madonna durante un concierto de la gira Confessions Tour en 2006.

En mayo de 2006 emprendió el Confessions Tour, que se convirtió en la gira más taquillera hasta entonces realizada por una artista femenina con una audiencia global de 1,2 millones de personas y una recaudación superior a los 193,7 millones de dólares. Durante la interpretación de «Live to Tell», utilizó símbolos religiosos, como el crucifijo y la corona de espinas, lo que provocó una fuerte reacción por parte de la Iglesia ortodoxa rusa y la Federación de Comunidades Judías de Rusia, que instaron a sus fieles a boicotear el espectáculo. El Vaticano también expresó su rechazo, como así hicieron los obispos de Düsseldorf. Madonna respondió a estas reacciones: «Mi presentación no es ni anticristiana, ni sacrílega ni blasfema. Por el contrario, es mi forma de pedir a la humanidad que nos ayudemos unos a otros y veamos el mundo como un todo». En el mismo año, la Federación Internacional de la Industria Fonográfica anunció que la intérprete había superado oficialmente los 200 millones de copias vendidas de sus álbumes en todo el mundo.
Mientras estaba de gira, encontró tiempo para viajar a Malaui, donde fundó la organización benéfica Raising Malawi y contribuyó al financiamiento parcial de un orfanato. El 10 de octubre de 2006 presentó la documentación para adoptar a un niño del centro, David Banda Mwale. La noticia generó una dura reacción pública y mediática, ya que la legislación de Malaui exige que los padres adoptivos residan en el país durante al menos un año antes de formalizar el trámite, requisito que Madonna no cumplía. La cantante se defendió en el programa The Oprah Winfrey Show, donde explicó que en Malaui no existían leyes específicas que regularan la adopción por parte de extranjeros, y relató que cuando conoció a Banda, el niño había superado un cuadro de malaria y tuberculosis, aunque aún padecía neumonía. Por su parte, Yohane, el padre biológico del menor, denunció: «Los llamados “activistas por los derechos humanos” me están hostigando a diario, amenazándome y diciendo que no soy consciente de lo que estoy haciendo. [...] Me solicitan que defienda el caso en la corte, cosa que no puedo hacer porque sé lo que acordé con Madonna y su marido». La adopción se formalizó el 28 de mayo de 2008. A finales de 2006, la cantante firmó un contrato con la empresa sueca H&M para lanzar internacionalmente una línea de ropa bajo el nombre M by Madonna.

### 2007-2010:Live Nation,Hard Candyy segundo divorcio

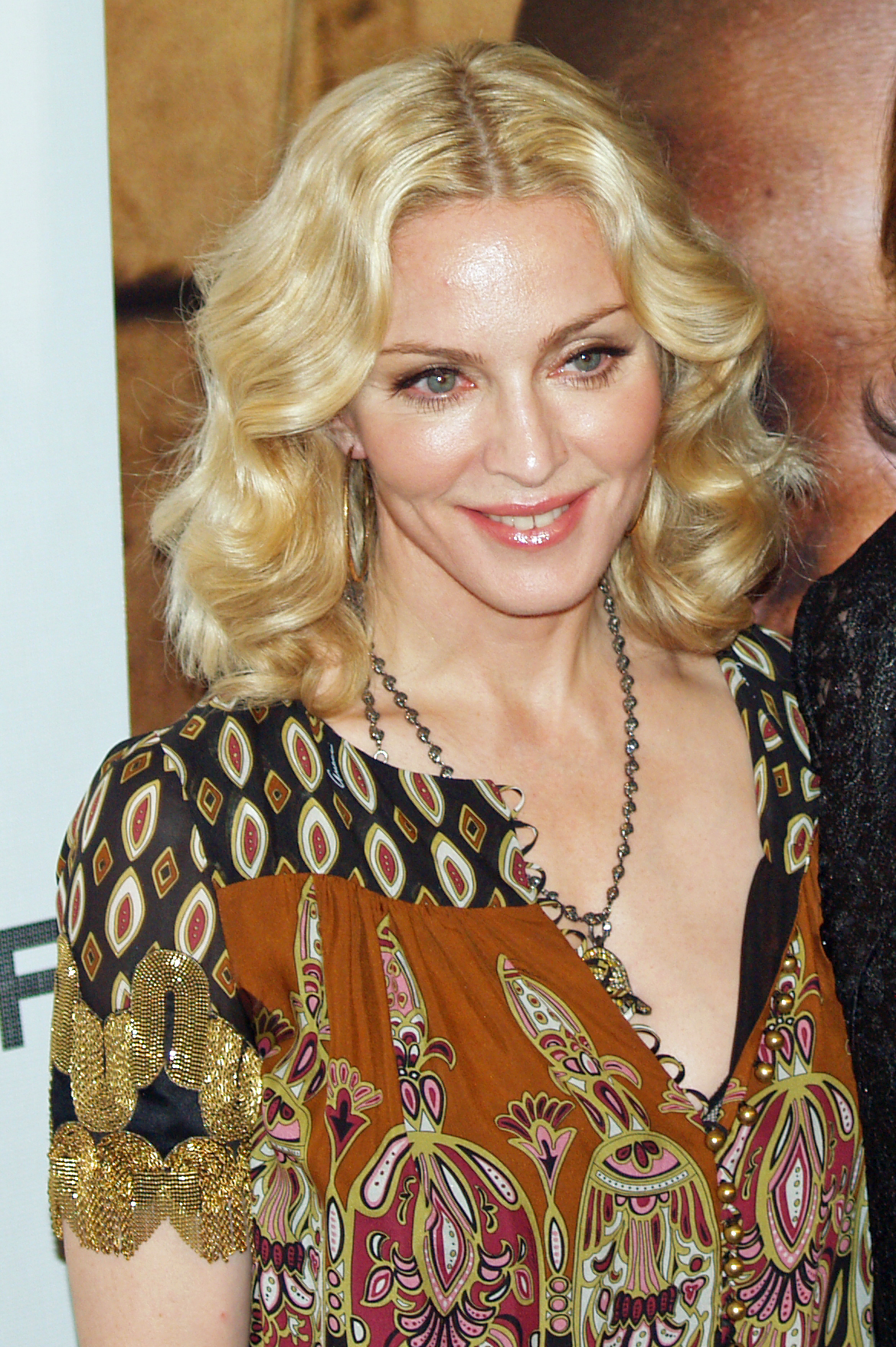
Madonna durante el estreno de I Am Because We Are en el Festival de cine de Tribeca de 2008.

En 2007 grabó la canción «Hey You» para la serie de conciertos benéficos Live Earth, celebrados en Londres. Durante su primera semana de lanzamiento, estuvo disponible como descarga gratuita. Poco después, la artista anunció su salida de Warner Bros. Records y la firma de un nuevo contrato por diez años con Live Nation, valorado en 120 millones de dólares. El acuerdo abarcaba no solo sus futuros lanzamientos musicales, sino también la gestión y explotación comercial de la marca Madonna. A su vez, produjo y escribió el documental I Am Because We Are (2008), que refleja los problemas que enfrenta la población malauí. La dirección estuvo a cargo de Nathan Rissman, quien previamente había trabajado como jardinero personal de la cantante.
En el mismo año debutó como directora con el largometraje Obscenidades y sabiduría, que explora la historia de tres amigos y sus aspiraciones personales. Contó con el asesoramiento de su marido para el desarrollo del guion y reconoció: «Lo cierto es que todo mi trabajo es muy autobiográfico, directa o indirectamente, porque ¿a quién conozco mejor que a mí misma?». The Times dijo que se había sentido «orgullosa de sí misma», mientras que The Daily Telegraph describió la cinta como «un primer trabajo no del todo prometedor; la directora haría bien en conservar su profesión actual». En marzo de 2008 fue incluida en el Salón de la Fama del Rock en su primer año de elegibilidad. Aunque no interpretó ninguna canción durante la ceremonia, solicitó a la banda de rock The Stooges que versionaran los temas «Burning Up» y «Ray of Light». En su discurso, agradeció a Christopher Flynn, su profesor de danza de la adolescencia, por haberla animado a perseguir sus sueños.
En abril de 2008 publicó Hard Candy, su undécimo álbum de estudio. La producción musical incorporaba influencias de géneros como hiphop o pop urbano y letras de naturaleza más autobiográfica que el anterior proyecto, además de colaboraciones con Justin Timberlake, Timbaland, Pharrell Williams y Nate «Danja» Hills. Rolling Stone lo elogió como una «muestra impresionante de su próxima gira».
El disco debutó liderando las listas de ventas de 37 países, entre ellos Estados Unidos, el Reino Unido y Japón. Con cuatro millones de copias vendidas a nivel global, se posicionó como el undécimo disco más exitoso del año. Recibió elogios de los expertos, aunque algunos críticos lo señalaron como «un intento de alcanzar el mercado urbano».
Su primer sencillo, «4 Minutes», alcanzó el tercer puesto del Billboard Hot 100 y se convirtió en su trigésimo séptimo tema en ingresar en las diez primeras posiciones de dicha lista, con lo que superó el récord previamente ostentado por Elvis Presley. En el Reino Unido consolidó su posición como la artista femenina con más sencillos en la primera posición: «4 Minutes» se convirtió en su decimotercer sencillo en encabezar la lista UK Singles Chart. Después de lanzar el segundo sencillo, «Give it 2 Me», se embarcó en la gira Sticky & Sweet Tour, la primera realizada bajo su contrato con Live Nation. Con una recaudación neta de 280 millones de dólares, se convirtió en la gira con mayores ingresos para un solista, superando su propia marca. El espectáculo, que se extendió al año siguiente con nuevas fechas europeas, culminó con una recaudación total de 408 millones de dólares.

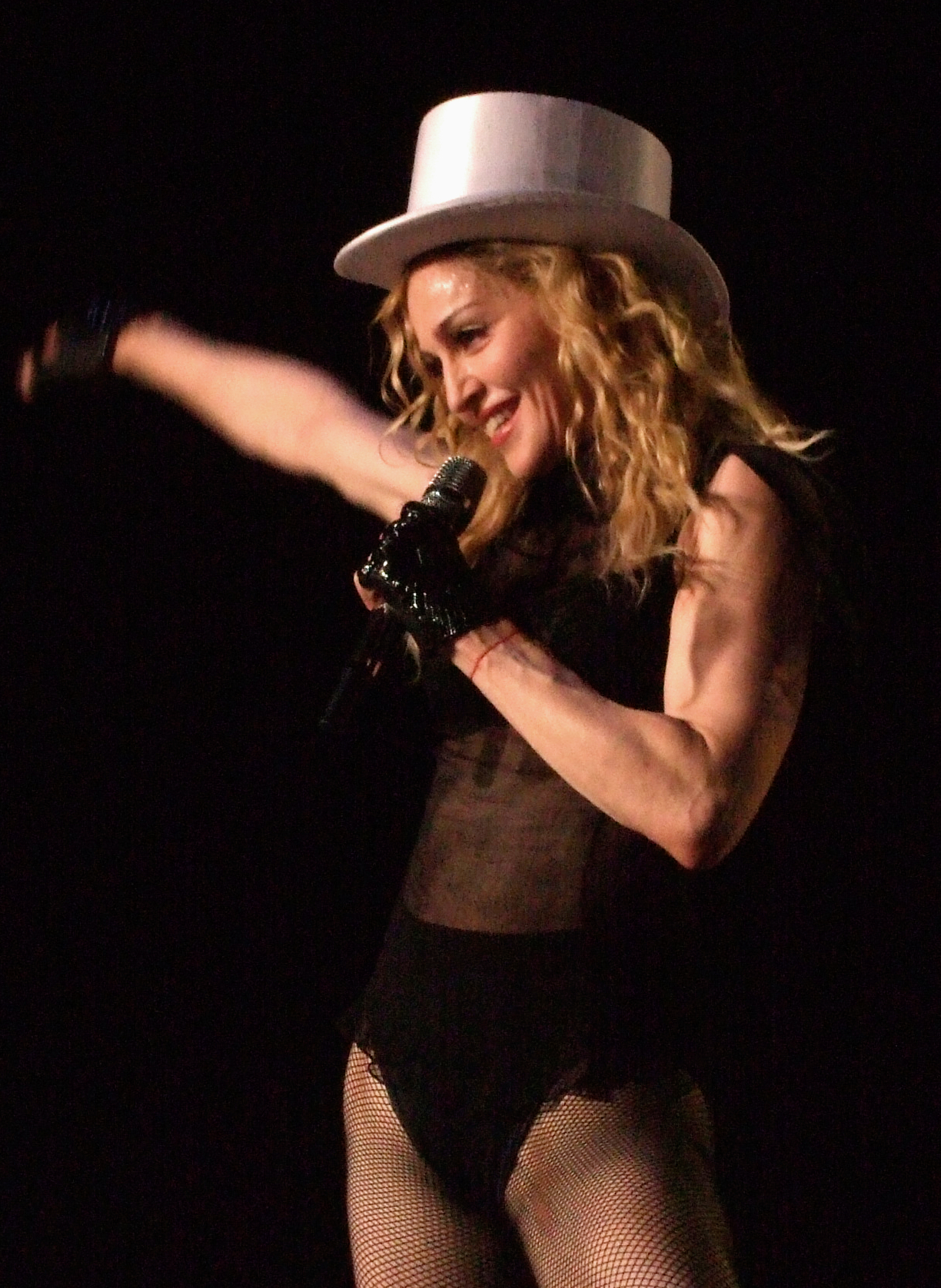
Madonna durante la gira Sticky & Sweet Tour en 2009.

Life with My Sister Madonna (2008), un libro escrito por su hermano Christopher Ciccone, debutó en el segundo puesto de la lista de los más vendidos de The New York Times. La publicación, no autorizada por Madonna, provocó un distanciamiento entre ambos hermanos. Al mismo tiempo surgieron problemas entre la artista y Ritchie, y los medios comenzaron a especular sobre una inminente separación. En última instancia, Madonna pidió el divorcio de Ritchie citando diferencias irreconciliables, en un proceso que finalizó en diciembre de 2008. Según comunicó su portavoz, ambas partes llegaron a un acuerdo de divorcio que otorgaba a Ritchie entre 50 y 60 millones de libras esterlinas, cifra percibida en efectivo y propiedades; a cambio de esta suma, Madonna conservaba otras propiedades que compartían.  En cuanto a la batalla judicial sobre el régimen familiar de los menores, la cantante aceptó la custodia compartida de Rocco y David.
La Recording Industry Association of Japan la condecoró con una placa de oro a la artista internacional del año en los Gold Disc Awards, en reconocimiento a su disco Hard Candy. En 2009 tomó la decisión de adoptar otra niña de Malaui. En un primer momento, la Corte Suprema aprobó la adopción de Chifundo «Mercy» James. No obstante, las autoridades rechazaron posteriormente la solicitud debido a que Madonna no cumplía con el requisito de residencia en territorio malauí. Tras presentar una apelación, los abogados lograron revertir la decisión, y el 12 de junio de 2009 el Tribunal Supremo de Malaui le concedió formalmente la custodia legal de la menor.
Ese mismo año publicó Celebration, su tercer álbum de grandes éxitos que conllevaba la liberación de su contrato con Warner Music. El recopilatorio presentó dos nuevas canciones: «Celebration» y «Revolver», junto con 34 éxitos que resumían toda su carrera. Una remezcla de «Revolver» realizada por David Guetta ganó un premio Grammy a la mejor remezcla. Celebration alcanzó el primer puesto en las listas de varios países, como Canadá, Alemania, Italia y Reino Unido, y obtuvo éxito internacional con cuatro millones de unidades vendidas. En la ceremonia de los MTV Video Music Awards 2009 ofreció un discurso en homenaje al fallecido cantante de pop Michael Jackson. Al cierre de década, fue reconocida como la artista con más sencillos vendidos en Estados Unidos y la más reproducida en el Reino Unido durante la década 2000. Asimismo, Billboard la nombró como la tercera artista más recaudadora en giras de la década, solo por detrás de las bandas The Rolling Stones y U2, con una recaudación superior a los 800 millones de dólares.
En enero de 2010 participó en el concierto benéfico Hope for Haiti Now: A Global Benefit for Earthquake Relief interpretando «Like a Prayer». En abril lanzó Sticky & Sweet Tour, su tercer álbum en vivo y primer lanzamiento bajo el sello Live Nation, aunque la distribución internacional corrió a cargo de Warner Music. Gracias a este lanzamiento consiguió situar un trabajo musical por vigésima vez entre las diez primeras posiciones de la lista nipona de ventas Oricon, lo que la convirtió en la artista internacional con más discos en los diez primeros puestos en Japón. La artista concedió los derechos de su catálogo musical a la serie estadounidense Glee, que le dedicó un episodio con versiones exclusivamente de su repertorio. Titulado «The Power of Madonna», el capítulo contó con su aprobación y elogio: en declaraciones a la revista US Weekly lo calificó de «brillante a todos los niveles» y destacó tanto las coreografías como el mensaje de igualdad que transmitía. En paralelo, desarrolló diversas actividades empresariales. Junto a su hija Lourdes lanzó Material Girl, una línea de ropa juvenil comercializada por la cadena Macy's e inspirada por la moda de la década de 1980. En octubre de 2010, en asociación con Guy Oseary y Mark Mastrov, inauguró la franquicia de gimnasios Hard Candy Fitness a escala internacional, y tres meses más tarde dio a conocer un segundo sello de moda, Truth or Dare, que incluía calzado, perfumes, ropa interior y accesorios.

### 2011-2016:W.E., Super Bowl,MDNAyRebel Heart

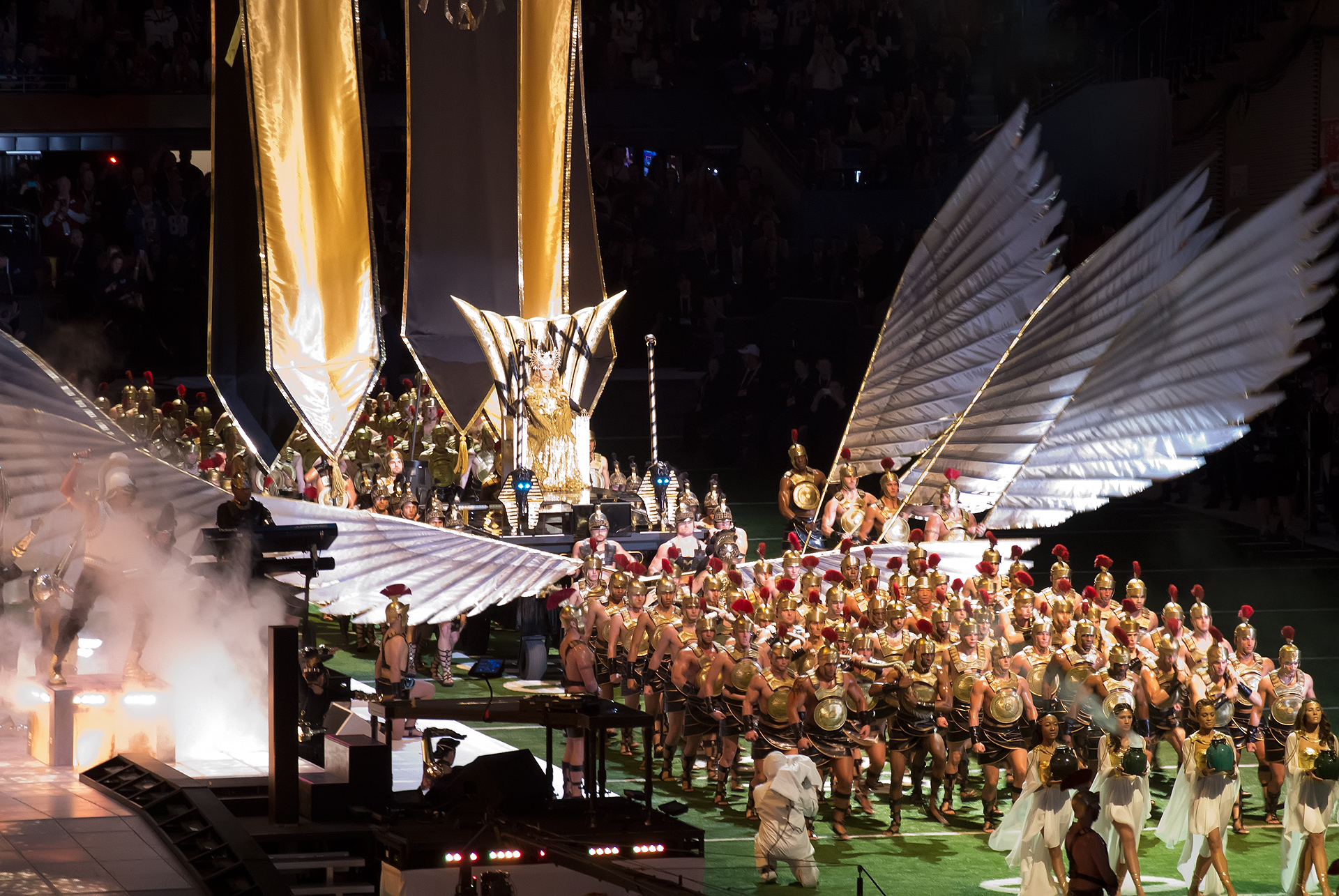
Madonna entrando en escena durante el espectáculo de medio tiempo del Super Bowl XLVI, en 2012.

Dirigió su segundo largometraje, W.E., un relato biográfico que cuenta el romance entre el rey Eduardo VIII y Wallis Simpson. Coescrita con Alek Keshishian, la película se estrenó durante el Festival Internacional de Cine de Venecia en septiembre de 2011. Recibió una respuesta negativa en crítica y taquilla. Madonna aportó a su banda sonora la canción «Masterpiece», compuesta por Julie Frost, Jimmy Harry y ella misma, que fue valedora de un Globo de Oro a la mejor canción original. En diciembre de 2011 se confirmó su participación en el espectáculo de medio tiempo del Super Bowl XLVI, que tuvo lugar en el estadio Lucas Oil en Indianápolis, Indiana. Para la producción del evento contó con la asistencia del Cirque du Soleil y fue seleccionada por encima de su compatriota Lady Gaga. La actuación, celebrada el 5 de febrero de 2012, contó con las colaboraciones de LMFAO, Nicki Minaj, M.I.A. y Cee Lo Green como artistas invitados. Con una audiencia estimada en 114 millones de espectadores, se convirtió en el espectáculo de medio tiempo más visto en la historia hasta el momento, por encima del propio partido. Los críticos de entretenimiento valoraron positivamente la presentación con elogios a su producción; sin embargo, algunos señalaron que la artista evitó generar controversia. De todos modos, el revuelo mediático se originó cuando, durante su intervención, la rapera M.I.A. mostró su dedo medio en un gesto obsceno a cámara; la NFL pidió disculpas por no haber difuminado la secuencia a tiempo.
En marzo de 2012 salió al mercado su duodécimo álbum de estudio, MDNA. Su distribución estuvo a cargo de la compañía Interscope Records, con la que firmó un acuerdo para tres lanzamientos, en virtud de que Live Nation no podía distribuir grabaciones musicales. Para la producción del disco colaboró con una amalgama de productores, entre ellos William Orbit, Martin Solveig, Benny Benassi, Alle Benassi y Michael Malih. De corte pop y EDM, recibió críticas en su mayoría positivas. Priya Elan de NME lo calificó como «un juego ridículamente disfrutable», pues citó sus «cosas psicóticas e iluminadoras» como «algo de lo más visceral que ha hecho en su carrera». MDNA debutó liderando las listas de los principales mercados internacionales; fue su quinto álbum de estudio consecutivo en alcanzar la primera posición del Billboard 200 y superó a Elvis Presley como el solista con más discos número uno en la historia británica. También figuró entre los álbumes con mayores ventas mundiales del año, con dos millones de ejemplares vendidos. El primer sencillo «Give Me All Your Luvin'», con Nicki Minaj y M.I.A. como artistas invitadas, extendió el récord de la cantante en 38 sencillos dentro de las diez primeras posiciones en el Billboard Hot 100.
Como parte promocional del lanzamiento musical, en mayo de 2012 arrancó la gira The MDNA Tour en Tel Aviv, Israel. Abordó una serie de temas controvertidos, como la violencia, el uso de armas de fuego, los derechos humanos, la desnudez y la política. A pesar de las controversias, fue recibida positivamente tanto por la crítica como por el público. Con entradas agotadas en 88 conciertos y una recaudación superior a 300 millones de dólares, se consolidó como la gira más exitosa del año y la décima más rentable de la historia hasta la fecha. En los Billboard Music Awards de 2013, Madonna ganó en las categorías mejor artista en gira, mejor artista dance y mejor álbum dance. Además, Forbes la nombró la celebridad con mayores ingresos del año.

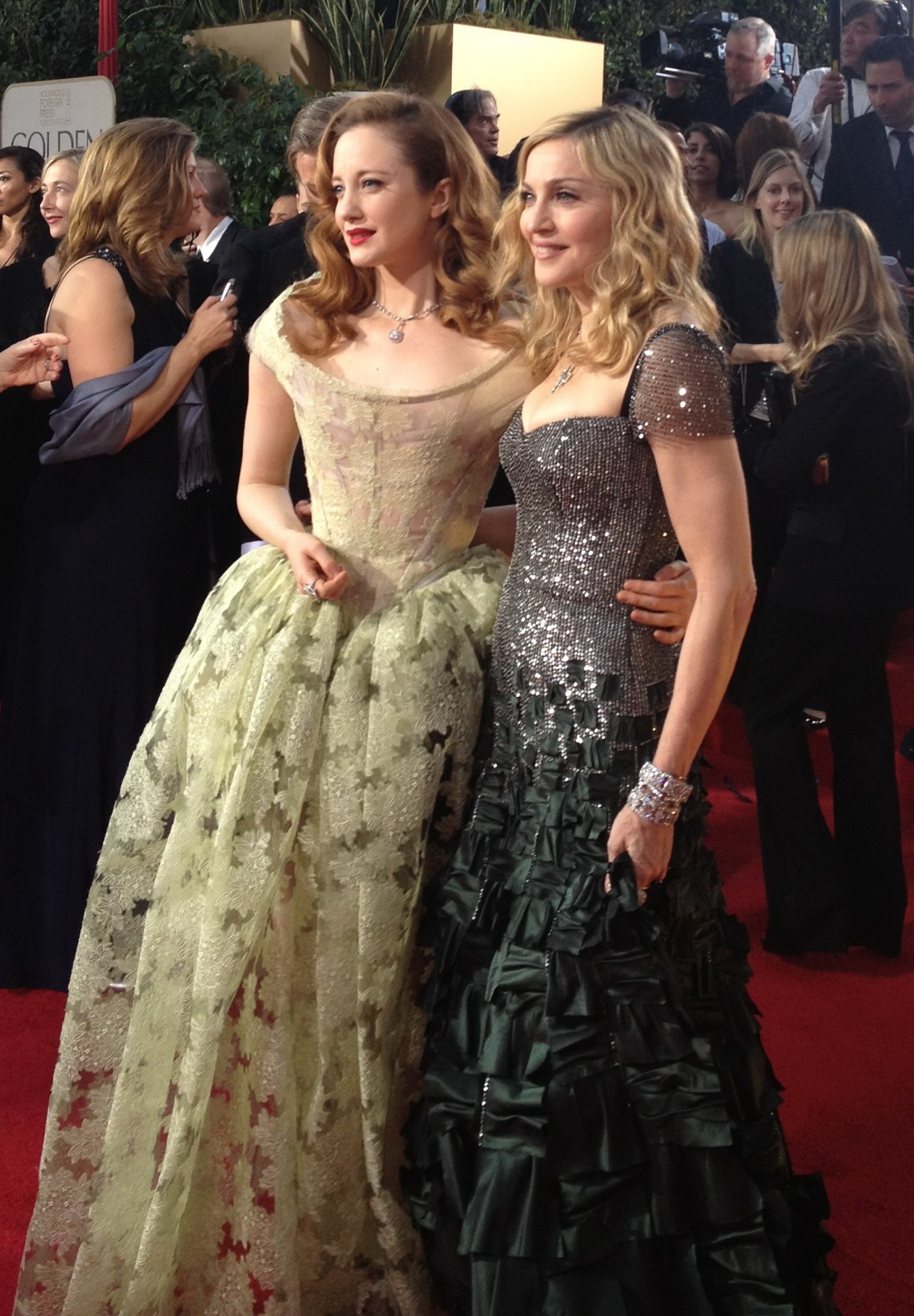
Andrea Riseborough y Madonna durante la 69.ª edición de los premios Globo de Oro, en 2012.

En colaboración con el fotógrafo Steven Klein, dirigió secretprojectrevolution, un cortometraje de diecisiete minutos que vio la luz en septiembre de 2013 a través de la plataforma BitTorrent. La pieza audiovisual sirvió como punto de partida para Art for Freedom, una iniciativa concebida para fomentar la libertad de expresión y el arte como vehículos de denuncia frente a la opresión y la injusticia a escala global. Desde su puesta en marcha, el proyecto reunió más de tres mil aportaciones artísticas y contó con la implicación directa de la cantante, quien no solo supervisaba las propuestas recibidas, sino que también invitaba a artistas como David Blaine y Katy Perry a ejercer de curadores temporales.
Para 2013, se reportó que la fundación Raising Malawi había financiado la construcción de diez escuelas destinadas a la educación de cuatro mil niños del país, con un coste estimado de 400 000 dólares. En abril de ese año, durante una visita de la cantante a las instalaciones, la entonces presidenta de Malaui, Joyce Banda, la acusó de exagerar las contribuciones de su organización benéfica. Madonna emitió un comunicado manifestando su tristeza por las críticas «falsas» de Banda, pero sentenció que no tenía «ninguna intención de distraerse con estas ridículas acusaciones». Más tarde, se confirmó que Banda no había aprobado el comunicado emitido por su equipo de prensa que recogía las acusaciones a Madonna y se encontraba «encendida de ira» por la confusión. En mayo de 2014, tras visitar su ciudad natal de Detroit, la artista hizo donaciones a tres organizaciones benéficas dedicadas a erradicar la pobreza; declaró que «era obvio que tenía que involucrarme y ser parte de la solución para ayudar a Detroit a recuperarse». Ese mismo año extendió sus proyectos empresariales y presentó MDNA Skin, una gama de productos para el cuidado de la piel.
| ¡Esto es una violación artística! [...] Esto es una forma de terrorismo. ¿Por qué quiere la gente destrozar un proceso artístico? ¿Por qué roban? ¿Por qué no me dan la oportunidad de finalizar y ofrecer lo mejor de mí? —Madonna hablando sobre las canciones filtradas de Rebel Heart. El uso de términos como «violación» y «terrorismo» causó polémica en los medios de comunicación. |

Madonna comenzó a trabajar en su nueva producción musical con colaboradores como Avicii, Diplo y Natalia Kills. En diciembre de 2013, trece maquetas del proyecto sufrieron una filtración en Internet; la artista respondió que descartaría la mitad de los temas y la otra mitad experimentaría una evolución. Su decimotercer álbum de estudio, Rebel Heart, finalmente salió a la venta en marzo de 2015. La introspección formó parte de la temática predominante durante el desarrollo del proceso. Tras su lanzamiento, recibió reseñas positivas por parte de los críticos musicales y fue calificado como su «mejor esfuerzo en una década». Rebel Heart se convirtió en su primer disco en no alcanzar el primer puesto del Billboard 200 desde 1998, aunque logró liderar las listas en otros mercados musicales importantes, entre ellos Australia, Canadá, Alemania e Italia. A nivel global, vendió un millón de unidades. Entre los sencillos promocionales se encuentran «Living for Love», «Ghosttown» y «Bitch I'm Madonna», este último se convirtió en su 46.º número uno en la lista Dance Club Songs de Billboard.

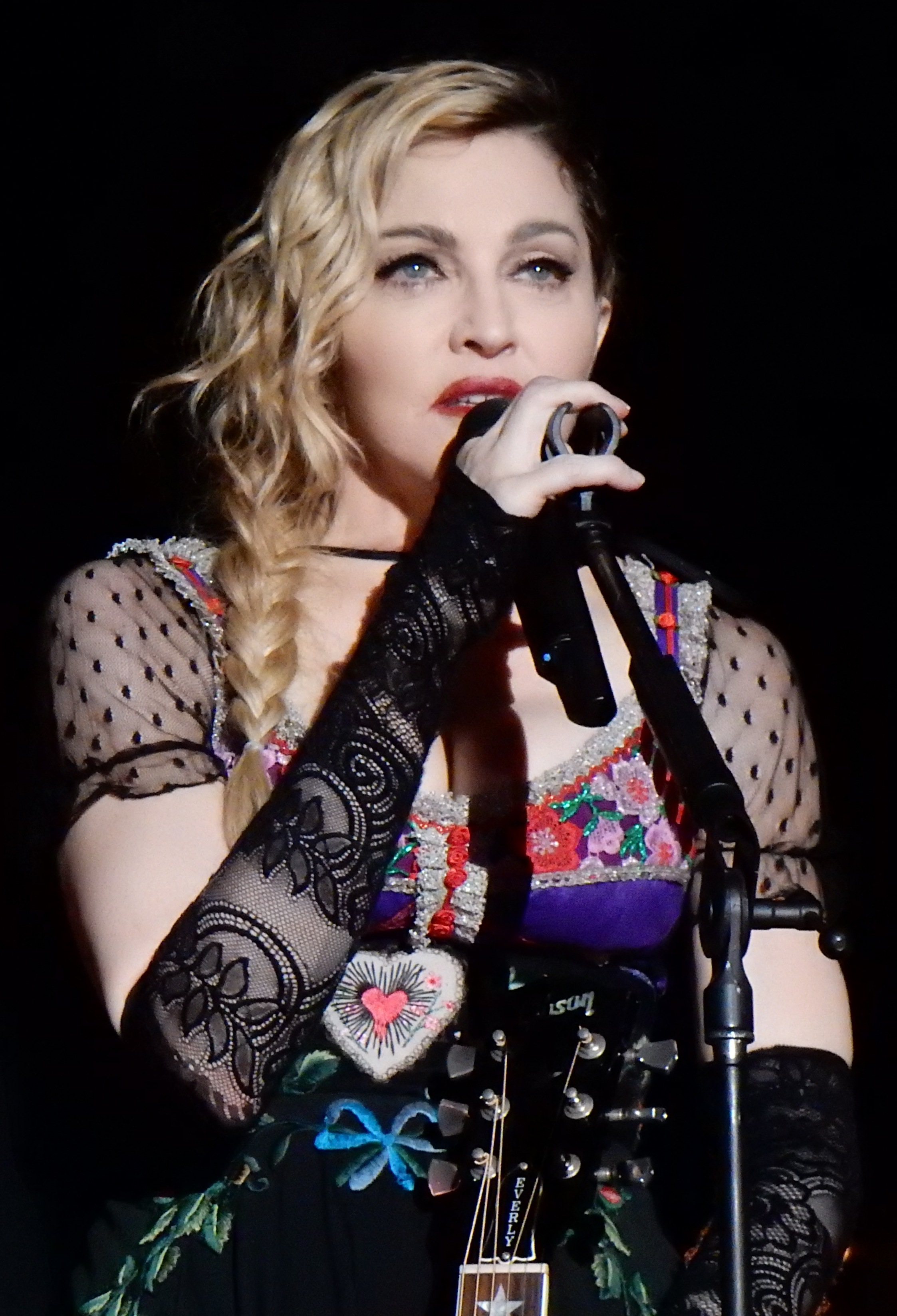
Madonna presentando el Rebel Heart Tour en Estocolmo, en 2015.

Entre septiembre de 2015 y marzo de 2016, se embarcó en la gira Rebel Heart Tour para promocionar el disco. El recorrido abarcó América del Norte, Europa, Asia y Oceanía, donde ofreció su primer concierto en Australia en 23 años. El espectáculo contó con la aprobación de la crítica, que elogió su «buen humor» en los conciertos, así como la recuperación de sus primeros éxitos. Con una recaudación total de 169 millones de dólares, amplió su propio récord como la artista solista más taquillera en gira de todos los tiempos. Mientras estaba de gira, se vio envuelta en una disputa legal con Ritchie por la custodia de su hijo Rocco. El conflicto surgió cuando Rocco quiso quedarse a vivir con su padre cuando el Rebel Heart Tour llegó a Londres, mientras que Madonna quería que viajara con ella. Las audiencias se celebraron en Nueva York y Londres; tras varias deliberaciones, la cantante optó por retirar su solicitud de custodia y llegar a un acuerdo privado con Ritchie.
En octubre de 2016, Billboard condecoró a Madonna como la Mujer del Año. Su discurso en la ceremonia, calificado como «contundente [y] brutalmente honesto», abordó la discriminación por edad y el sexismo, y recibió una amplia cobertura mediática. Durante las elecciones presidenciales de Estados Unidos de 2016, en las que apoyaba a Hillary Clinton y era contraria a la candidatura de Donald Trump, realizó a finales de año un concierto acústico improvisado en el Washington Square Park en apoyo a la campaña de Clinton. Molesta tras la victoria de Trump, ofreció un discurso en la Marcha de las Mujeres de 2017 contra el nuevo presidente, solo un día después de su toma de posesión, en el que reveló que había «pensado en hacer explotar la Casa Blanca». Dichas palabras crearon gran polémica en los medios de comunicación, con algunas personalidades como Cindy Lauper criticándola y muchos simpatizantes republicanos pidiendo que fuese investigada por el FBI. Newt Gingrich, portavoz de la Casa Blanca, pidió su arresto, y la definió como parte de un «fascismo emergente de izquierda». El mismo Trump la calificó como «repugnante». La cantante aclaró que sus palabras habían sido «ferozmente sacadas de contexto. [...] No soy una persona violenta, no promuevo la violencia y es importante que la gente escuche y comprenda mi discurso en su totalidad».

### 2017-2022: Traslado a Lisboa,Madame Xy regreso a Warner
En febrero de 2017 adoptó a dos hermanas gemelas malauíes de cuatro años, Esther y Stella, y se trasladó a Lisboa con su familia. En julio inauguró el Instituto Mercy James de Cirugía Pediátrica y Cuidados Intensivos en Malaui, un hospital infantil financiado por su fundación Raising Malawi. En septiembre publicó su quinto álbum en vivo, Rebel Heart Tour, que obtuvo el premio a mejor vídeo musical de un artista extranjero en la 32.ª edición de los Japan Gold Disc Award. Ese mismo mes lanzó MDNA Skin en puntos de venta exclusivos de Estados Unidos. Poco antes, la casa de subastas Gotta Have Rock and Roll había puesto a la venta objetos personales de la artista, como cartas de amor de Tupac Shakur, casetes, ropa interior y un cepillo para el cabello. Para detener el proceso, sus abogados interpusieron una demanda contra Darlene Lutz, la comerciante de arte responsable de la operación. Madonna comentó que su estatus de celebridad «no obvia mi derecho a mantener mi privacidad, incluso con respecto a artículos altamente personales». Pese a ello, perdió el caso y el juez falló a favor de Lutz, quien presentó un acuerdo firmado con la cantante en 2004 en el que le otorgaba legitimidad para disponer de dichos bienes. Al año siguiente participó en diversos eventos destacados; en la Met Gala ofreció una actuación especial y en los MTV Video Music Awards dedicó unas palabras a la cantante Aretha Franklin, fallecida la semana anterior, y presentó la categoría de vídeo del año.
Mientras vivía en Lisboa, conoció a Dino D'Santiago, un activista y compositor que le presentó a muchos músicos locales que tocaban fado, morna y samba. Era invitada con asiduidad a sus «sesiones de salón», encuentros íntimos donde músicos lusófonos compartían su arte. Aquella experiencia dejó huella en su proceso creativo e influyó de forma decisiva en su siguiente proyecto discográfico. Para dar forma al nuevo material, colaboró con varios artistas, incluidos sus habituales productores Mirwais y Mike Dean. El resultado fue su decimocuarto álbum de estudio, Madame X, publicado en junio de 2019. Concebido bajo un alter ego que da título al proyecto, supuso su álbum más experimental y lingüísticamente diverso con letras que entrelazan frases en inglés, español y portugués.
Madame X tuvo una buena acogida por los especialistas musicales. La revista NME lo consideró «audaz, extraño, autobiográfico y diferente a todo lo que [ella] ha hecho antes». El disco debutó en la primera posición del Billboard 200, obteniendo su noveno número uno, el primero desde MDNA (2012), lo que la convirtió en la segunda artista femenina, detrás de Barbra Streisand, con la mayor cantidad de entradas en el primer puesto en dicha lista. En cuanto a ventas globales, supuso su álbum de estudio menos vendido con medio millón de unidades despachadas. Sus cuatro sencillos, «Medellín», «Crave», «I Rise» y «I Don't Search I Find» encabezaron la lista Dance Club Songs de Billboard, extendiendo su récord de más entradas número uno en ella.

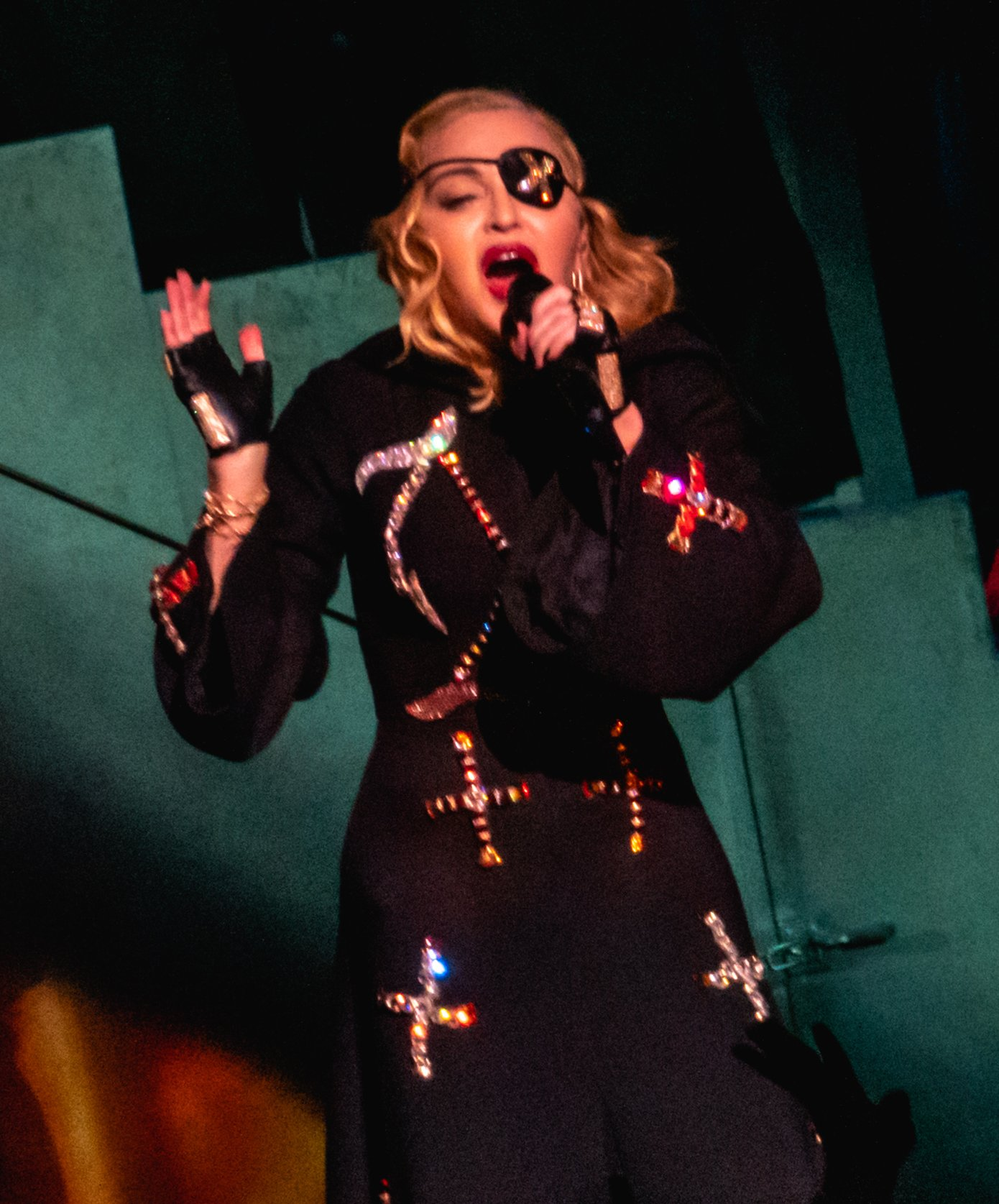
Madonna en una actuación del Madame X Tour, en 2020.

El 18 de mayo de 2019 actuó en la final del Festival de la Canción de Eurovisión celebrada en Tel Aviv, donde interpretó «Like a Prayer», un fragmento de «Dark Ballet» y «Future», esta última junto con Quavo. Su participación costó un millón de dólares a la Unión Europea de Radiodifusión, aunque la financiación provino del empresario israelí-canadiense Sylvan Adams. El anuncio tuvo repercusión debido al conflicto israelí-palestino e incluso activistas propalestinos pidieron que la cantante cancelara su presentación; no obstante, esta rechazó el boicot. La actuación provocó comentarios negativos por parte de la prensa nacional, luego de que dos de los bailarines aparecieran abrazados y mostraran en sus espaldas las banderas de Israel y Palestina como «un mensaje de paz». La ministra de Cultura israelí lo calificó como un «error inapropiado» y señaló que «cosas así no deberían ocurrir». Aunado a ello, la interpretación también recibió opiniones variadas por el desempeño vocal de la cantante y el uso de playback en «Future». El 30 de junio fue la encargada de cerrar el WorldPride Nueva York 2019, festival organizado en conmemoración del 50.º aniversario de los disturbios de Stonewall en conjunto con los eventos del WorldPride.
En septiembre de 2019 dio inicio Madame X Tour, una gira de carácter teatral en ciudades seleccionadas de América del Norte y Europa. Además de trasladar los espectáculos a recintos más pequeños en comparación con sus giras anteriores, implementó la política de prohibir el uso de teléfonos móviles para maximizar la intimidad en los eventos. De acuerdo con la revista especializada Pollstar, la gira recaudó más de 51 millones de dólares con la venta de entradas. Ese diciembre inició una relación con Ahlamalik Williams, uno de los bailarines que formaba parte de su agrupación musical desde Rebel Heart Tour, si bien el vínculo amoroso se rompería tres años después. En su periplo, el Madame X Tour se enfrentó a múltiples cancelaciones debido a una recurrente lesión de rodilla de la cantante y terminó abruptamente el 8 de marzo de 2020, tres días antes de la fecha de finalización prevista, tras la prohibición del gobierno francés de realizar eventos con más de mil personas como medida frente a la pandemia de COVID-19. Más tarde reveló que había dado positivo en la prueba de anticuerpos contra el coronavirus.
En abril de 2020 donó un millón de dólares a la Fundación Bill y Melinda Gates con el propósito de apoyar la investigación para el desarrollo de una vacuna contra la COVID-19. Durante el mismo año participó como artista invitada, junto a Missy Elliott, en la remezcla del sencillo «Levitating» de la cantante Dua Lipa. También por entonces comenzó a trabajar en una película autobiográfica, en la intención de dirigirla personalmente. Erin Cressida Wilson y Diablo Cody colaboraron en el guion y la actriz Julia Garner fue elegida para interpretar a la cantante. A pesar de los avances, el proyecto fue pospuesto indefinidamente. El 8 de octubre de 2021 se estrenó en la plataforma Paramount+ el documental Madame X, grabado durante los conciertos ofrecidos en Lisboa. La producción recoge el espectáculo homónimo y funciona como una extensión visual de la gira.
El mismo día que cumplió 63 años, anunció oficialmente su regreso a la compañía discográfica Warner Bros. Records mediante un contrato global que concedía al sello los derechos sobre la totalidad de su catálogo musical, incluidos los últimos tres álbumes de estudio lanzados bajo Interscope. En un comunicado, la artista expresó: «[Warner Music] me ha ayudado a llevar mi música y visión a mis fans de todo el mundo [...] Han sido unos socios increíbles y estoy encantada de embarcarme en este próximo capítulo con ellos». El acuerdo contemplaba el proyecto de una serie de reediciones bajo su supervisión directa. El primer lanzamiento tras la asociación fue el álbum de remezclas Finally Enough Love: 50 Number Ones, publicado en agosto de 2022. Esta compilación reúne cincuenta de sus sencillos que alcanzaron el número uno en la lista Dance Club Songs, si bien contó con una edición abreviada con un menor número de pistas. Logró la octava posición del Billboard 200, por lo que Madonna se convirtió en la primera artista femenina en alcanzar, con distintos álbumes, los diez primeros puestos de la lista en las últimas cinco décadas.

### 2023-presente: Hospitalización, The Celebration Tour y nuevo álbum de estudio

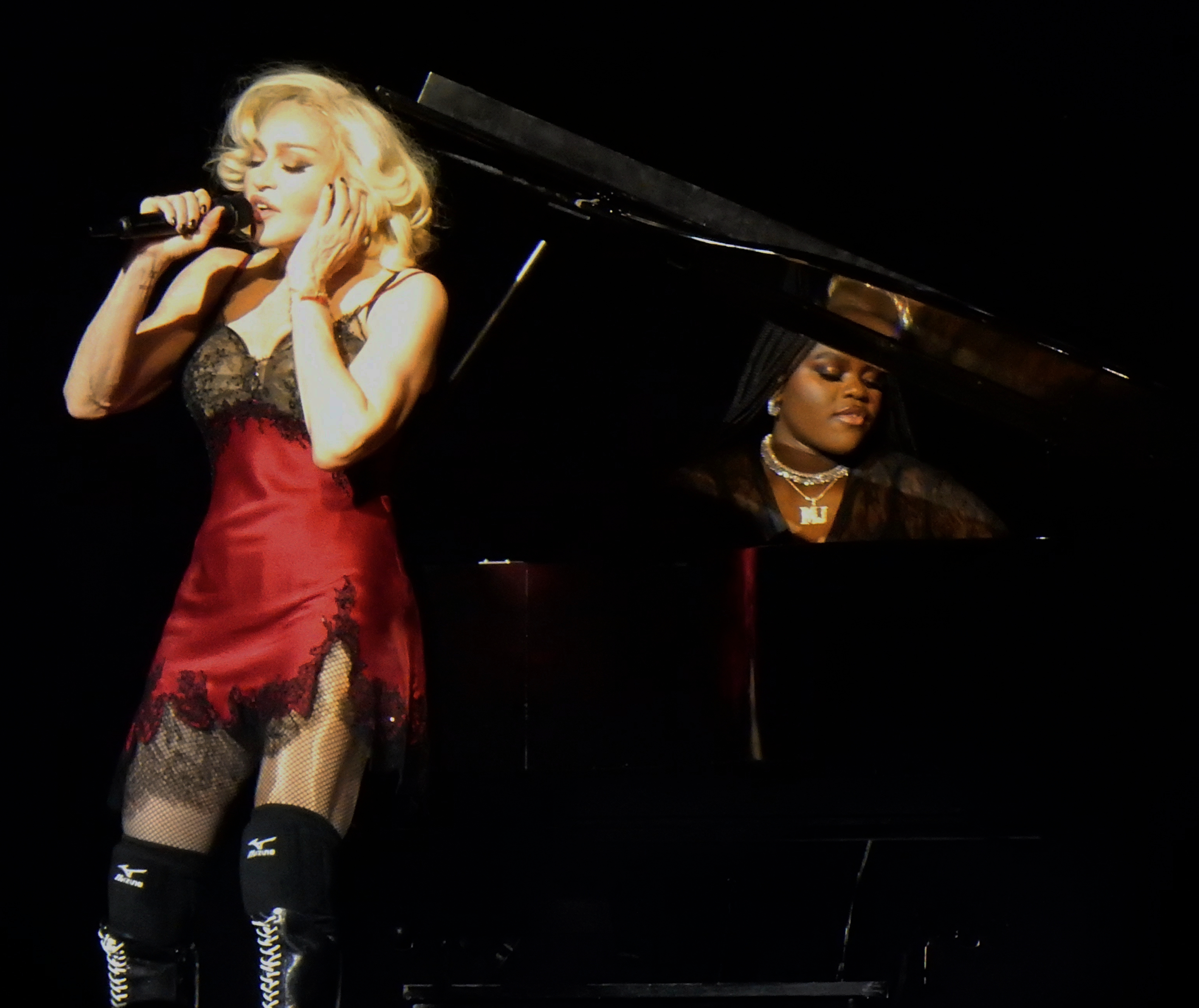
Madonna actuando en la gira The Celebration Tour con su hija Mercy James al piano, en 2023.

En enero de 2023 anunció la gira The Celebration Tour, que fue planteada con un enfoque retrospectivo para conmemorar sus cuarenta años de trayectoria musical. En marzo colaboró con Christine and the Queens en tres canciones del álbum Paranoïa, Angels, True Love, interpretando a un personaje llamado Big Eye que «ilumina al cantante con su sabiduría»; y en junio participó en el sencillo «Popular» de The Weeknd junto con Playboi Carti. El 24 de junio fue hospitalizada después de ser encontrada inconsciente en su apartamento de Nueva York. Permaneció ingresada cinco días en la unidad de cuidados intensivos bajo intubación. Madonna declaró más tarde que durante su ingreso hospitalario pasó dos jornadas en coma inducido a causa de una grave infección bacteriana. Como consecuencia, la primera etapa norteamericana de la gira quedó pospuesta.
The Celebration Tour arrancó en octubre de 2023 en el recinto O2 Arena de Londres y concluyó el 4 de mayo del año siguiente con un concierto gratuito en la playa brasileña de Copacabana, que reunió a 1,6 millones de asistentes y se convirtió en uno de los conciertos independientes más concurridos de todos los tiempos. Con elogios de la crítica y una recaudación superior a 225 millones de dólares, la gira consolidó a la intérprete como la primera artista femenina en superar los 100 millones de dólares  en ingresos con seis giras diferentes. Durante ese período, la cantante perdió a varios miembros de su familia: su hermano mayor, Anthony, falleció en 2023; y al año siguiente lo hicieron su hermano menor, Christopher, y su madrastra, Joan.
Retomó el proyecto de su película biográfica, que consideró adaptar a formato de serie. A inicios de 2025 anunció su colaboración con Price en su nuevo álbum de estudio, al que calificó como la secuela de Confessions on a Dance Floor. El 25 de julio del mismo año publicó el álbum de remezclas Veronica Electronica, que incluyó versiones editadas de remezclas club y un descarte, todos procedentes del álbum Ray of Light. Concebido en 1998 como un lanzamiento de acompañamiento a este último, el proyecto quedó archivado en su momento por el enorme rendimiento comercial de los sencillos del disco principal. Como primer sencillo se editó la remezcla «The Collaboration Remix Edit» de la canción «Skin», con un tratamiento sonoro aún más electrónico. El segundo sencillo fue «Gone Gone Gone», tema inédito que alcanzó el primer puesto en la lista de ventas de iTunes en diez países, entre ellos Canadá, Estados Unidos y Noruega.

## Obra

### Influencias

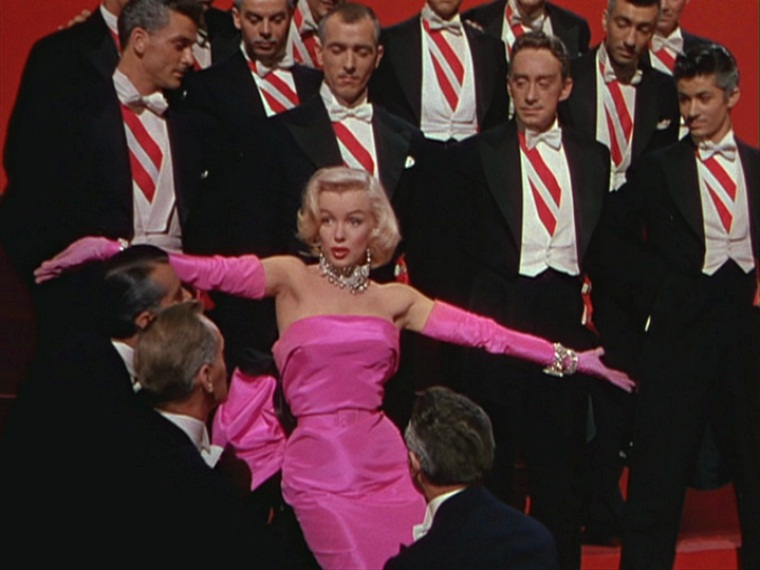
Marilyn Monroe, en una escena de la película Los caballeros las prefieren rubias, influyó profundamente en Madonna.

Según Taraborrelli, «seguramente, el momento más decisivo en la infancia de Madonna, que tuvo mayor influencia en la personalidad de la mujer que ahora es, fue la trágica y prematura muerte de su querida madre». La psiquiatra Keith Ablow sugiere que este acontecimiento tuvo un impacto profundo en la niña, justamente cuando su personalidad se estaba formando. A medida que crecían, Madonna y sus hermanas sentían tristeza porque el recuerdo de su madre comenzaba a desvanecerse. Revisaron fotografías que habían recopilado de ella y pensaron que se parecía a la poeta Anne Sexton o a alguna actriz de Hollywood. Más adelante, esto aumentaría el interés de Madonna en la poesía, con Sylvia Plath como su escritora favorita.
Sobre este punto tan crucial en su vida, Madonna reflexionó: «La angustia de perder a mi mamá me dejó con un cierto tipo de soledad y un anhelo increíble por tener algo. Si no tuviera ese vacío, no habría llegado tan lejos. Su muerte tuvo mucho que ver al decirme a mí misma —después de superar mi tristeza— "voy a ser muy fuerte si no puedo tener a mi madre. Voy a cuidar de mí misma"». Taraborrelli consideró que, con el tiempo y debido a la devastación que sentía, Madonna nunca se permitiría a sí misma sentirse tan abandonada como lo hizo cuando murió su madre.
En 1985, Madonna comentó que la primera canción que tuvo una poderosa impresión en ella fue «These Boots Are Made for Walkin'» de Nancy Sinatra; dijo que la canción resumía su actitud feminista de «tomar el control». Como joven con inquietudes, intentó ampliar su gusto en la literatura, el arte y la música, y durante este tiempo mostró interés en la música clásica. Señaló que su estilo favorito era el barroco y que amaba la música de Chopin y Mozart porque le gustaba su «calidad femenina». Otras de sus influencias musicales abarcan a artistas como Karen Carpenter, Led Zeppelin, The Supremes, Debbie Harry, Chrissie Hynde y bailarines como Martha Graham y Rudolf Nureyev.  También creció escuchando a David Bowie, cuyo espectáculo fue el primer concierto al que asistió y que según sus palabras «cambió mi vida para siempre».
 Otra de sus inspiraciones fue el escritor estadounidense James Baldwin, cuya cita «los artistas están aquí para perturbar la paz» empleó en diversas ocasiones.
Durante su infancia, se vio reflejada en varias actrices: «amaba a Carole Lombard, a Judy Holliday y a Marilyn Monroe. Todas eran increíblemente divertidas, y me vi a mí misma en ellas... mi feminidad, mi conciencia y mi inocencia». Su vídeo de «Material Girl» recreó la apariencia de Monroe en la canción «Diamonds Are a Girl's Best Friend», de la película Los caballeros las prefieren rubias. Estudió las comedias de la década de 1930, particularmente las de Lombard, en preparación para la película ¿Quién es esa chica?. El vídeo de «Express Yourself» (1989) fue inspirado por la película de Fritz Lang Metrópolis (1927). El vídeo de «Vogue» recreó el estilo de las fotografías del glamur de Hollywood, en particular las de Horst P. Horst, imitando las poses de Marlene Dietrich, Carole Lombard y Rita Hayworth, mientras que en la letra del tema hace referencia a muchas de las estrellas que la habían inspirado, como Bette Davis, a quien describió como uno de sus ídolos.
| Historiadores, músicos y antropólogos rastrean sus influencias, desde la música góspel afroamericana hasta la moda japonesa, desde la espiritualidad de Oriente Medio hasta la historia del arte feminista, y las formas en que las toma prestadas, adapta e interpreta. — National Geographic sobre las influencias de Madonna. |

Otras de sus influencias provinieron del mundo del arte, en particular a través de las obras de la artista Frida Kahlo. El clip de «Bedtime Story» presenta imágenes inspiradas en las pinturas de Kahlo y Remedios Varo. Su vídeo para «Hollywood» es un homenaje a la obra del fotógrafo Guy Bourdin. El uso de imágenes sadomasoquistas en las películas de Andy Warhol se refleja en los vídeos musicales de «Erotica» y «Deeper and Deeper». La educación católica de Madonna tuvo una influencia significativa a lo largo de su trayectoria, como se evidencia en el álbum Like a Prayer, considerado como una evocación del impacto que la religión tuvo en ella. El vídeo para «Like a Prayer» contiene símbolos católicos, como los estigmas. Durante la gira The Virgin Tour, usaba un rosario con el que también rezó en el vídeo musical de «La isla bonita». En el Who's That Girl World Tour, dedicó la canción «Papa Don't Preach» al Papa. En una entrevista datada en 2016, comentó: «Siempre siento algún tipo de conexión inexplicable con el catolicismo. Aparece en todo mi trabajo, como habrás notado».
Madonna practica el rito de la cábala y, en 2004, adoptó el nombre de Esther, que en persa significa «estrella».  El estudio de esta disciplina también tuvo repercusión en su música, especialmente en álbumes como Ray of Light y Music. Según Bill Friskics-Warren, «la disposición etérea de la música en estos álbumes y su filosofía, llena de referencias a gurús y la conexión del destino y el karma, al principio puede parecer letras de canciones new age, pero un análisis profundo da un sentido de conexión que abarca la iluminación espiritual y el éxtasis carnal, dando el efecto de borrar la distinción entre los dos, y es el efecto de su meditación cabalística en unión y trascendencia». Durante el Re-Invention World Tour, Madonna y sus bailarines lucieron un vestuario que rezaba «los cabalistas lo hacen mejor».

### Estilo musical y composición
La música de Madonna ha sido objeto de numerosos análisis y trabajos por parte de los críticos. Robert M. Grant, autor del libro Contemporary Strategy Analysis (2005), señaló que la carrera musical de Madonna ha sido una continua experimentación con nuevas ideas musicales y nuevas imágenes, así como una búsqueda constante de nuevos picos de fama y reconocimiento. Thomas Harrison, en su obra Pop Goes the Decade: The Eighties, la describió como «una artista que rebasó los límites» de lo que una solista femenina podía hacer, tanto visual como líricamente. Por su parte, el profesor Santiago Fouz-Hernández afirmó: «Aunque no está dotada de una voz especialmente poderosa o de amplio rango, Madonna ha trabajado para expandir su paleta artística para abarcar diversos estilos musicales, textuales y visuales y varias formas vocales, todo con la intención de presentarse como una música madura».
Madonna ha mantenido el control sobre todos los aspectos de su carrera, incluso como escritora y productora, en la mayor parte de su propia música. Su deseo de control ya se reflejaba durante la producción de su álbum debut, cuando tuvo diferencias creativas con Reggie Lucas. Sin embargo, no fue hasta su tercer álbum que Warner le permitió producir su propio trabajo. Stan Hawkins, autor de Settling the Pop Score, explicó: «Como música y productora, Madonna es una de las pocas artistas femeninas que ha irrumpido en el dominio masculino del estudio de grabación. Sin lugar a dudas, Madonna es plenamente consciente de que las mujeres han sido excluidas de la mayoría de los escalafones en la industria musical, y se ha propuesto cambiar esto». El productor Stuart Price admitió: «Tú no produces a Madonna, colaboras con ella... Ella tiene su visión y sabe cómo conseguirla». A pesar de ser catalogada como una «fanática del control», la cantante ha declarado que valoraba los aportes de sus colaboradores.
En su labor como compositora, Madonna ha registrado más de 300 canciones en la Asociación Estadounidense de Compositores, Autores y Editores, de las cuales 18 han sido escritas íntegramente por ella. La revista especializada Rolling Stone la valoró como «una compositora ejemplar que entregó letras pegadizas e inolvidables y, como lo atestiguan sus espectáculos en vivo, es mejor como cantante de estudio». Patrick Leonard, quien coescribió muchas de sus canciones exitosas, la definió como «una compositora increíble» y Barry Walters de Spin atribuyó a su composición la razón de su permanencia musical. Madonna ha sido nominada en tres ocasiones para su inclusión en el Salón de la Fama de los Compositores. En 2015, Rolling Stone clasificó a la artista en la posición 56 en la lista de los «100 mejores compositores de todos los tiempos».
Según Freya Jarman-Ivens, el talento de la artista para desarrollar «hooks increíbles» en sus canciones permite que la letra capte la atención de la audiencia, incluso sin la influencia de la música. Entre 1983 y 1986, sus producciones musicales solían tener un carácter femenino e ingenuo, centrándose principalmente en temas como el amor, el romance, la pasión y la fiesta. Esto cambió a partir del álbum Like a Prayer, cuando las letras se volvieron mucho más personales, como en «Promise to Try», una clara alusión al dolor persistente por la pérdida de su madre. No obstante, hasta en la era de Erotica, cuyas letras abordaban temas más adultos, las letras mantenían cierta simplicidad e ingenuidad. Sus letras a menudo sugieren una identificación con la comunidad gay. Fouz sostiene que cuando canta «Vamos chicas, ¿creen en el amor?» en «Express Yourself», se dirige a las mujeres heterosexuales y a su audiencia homosexual, aunque la autora añade que «la música de Madonna se niega a ser definida por estrechos límites de género, sexualidad o cualquier otra cosa». Cuando el escritor y productor musical Rick Nowels participó en las letras de Ray of Light quedó sorprendido sobre las habilidades como compositora de Madonna:

[Madonna] es una compositora brillante de melodías y letras pop. Me dejó anonadado [durante las sesiones de composición de Ray of Light]. Las letras de «The Power of Good-Bye» son impresionantes. Me encanta Madonna como artista y compositora [...] Sé que creció escuchando a Joni Mitchell y al Motown, y para mí ella encarna lo mejor de ambos mundos. Es una cantautora maravillosa, además de ser excelente escritora de estribillos pop [...] No recibe el crédito que se merece como compositora.

### Voz e instrumentos

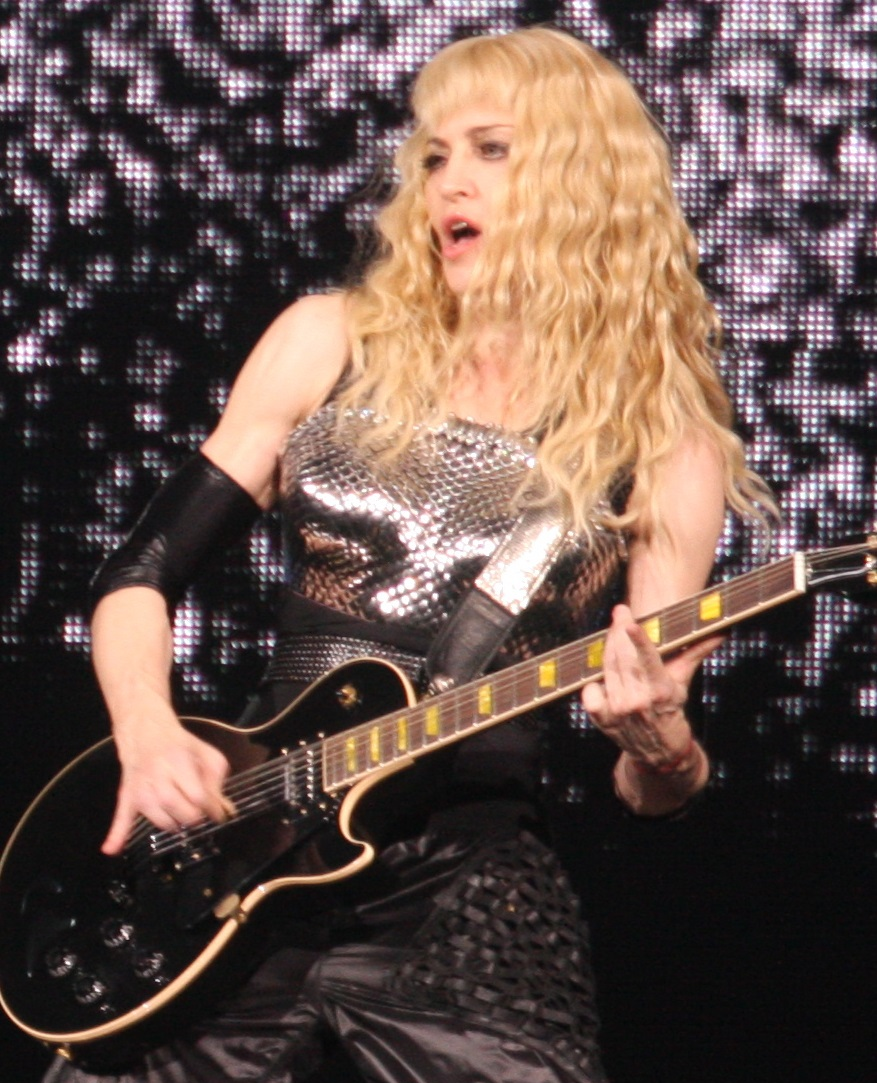
Madonna tocando un riff de guitarra del tema «A New Level», de la banda de heavy metal Pantera, en 2008.

Poseedora de un rango vocal de mezzosoprano, Madonna siempre ha sido consciente de las particularidades de su voz. Mark Bego, autor de Madonna: Blond Ambition la llamó «la perfecta vocalista de canciones "más ligeras que el aire"», a pesar de no poseer un «talento de peso pesado». Según Tony Sclafani de MSNBC: «La voz de Madonna es la clave de sus raíces roqueras. Los vocalistas pop suelen cantar canciones "rectas", pero Madonna emplea el subtexto, la ironía, la agresión y todo tipo de idiosincrasias vocales de la forma en que lo hicieron John Lennon y Bob Dylan». Su timbre vocal presente en sus dos primeros álbumes, más agudo y femenino, sufrió una transformación a partir del tercer disco True Blue, donde se volvió más grave y robusta. Gabriel Orqueda, de la revista argentina Silencio, escribió: «Como si estuviera impulsada por un hambre de complejidad, Madonna encuentra tonos medios y graves en su voz que le dan su primer gran salto como intérprete». Durante el rodaje de Evita, tuvo que tomar lecciones de canto, que aumentaron su rango vocal. De esta experiencia comentó, «Estudié con un entrenador vocal para Evita y me di cuenta de que había una gran parte de mi voz que no estaba usando. Antes, creía que tenía un alcance muy limitado y que solo debía sacar el máximo provecho de ella».
Además de cantar, tiene la capacidad de tocar varios instrumentos musicales. El piano fue el primer instrumento que le enseñaron cuando era una niña. A fines de la década de 1970, aprendió a tocar la batería y la guitarra de su entonces novio Dan Gilroy, antes de unirse como baterista a la banda Breakfast Club. Luego de obtener reconocimiento en su carrera, pasó muchos años sin tocar la guitarra, aunque se le atribuye el sonido del cencerro en Madonna y del sintetizador en Like a Prayer. En 1999 dio clases de violín durante tres meses como parte de su preparación para el papel de profesora de dicho instrumento en la película Music of the Heart, pero finalmente abandonó el proyecto antes de comenzar la producción. Un año después, decidió retomar la guitarra durante la promoción de Music y reclutó al guitarrista Monte Pittman para que la ayudara a mejorar su habilidad. Desde entonces, ha tocado la guitarra en todas sus giras, así como en sus álbumes de estudio.

### Evolución artística
En su álbum debut de 1983, Madonna comenzaba a forjar sus habilidades vocales y a definir su personalidad artística. Su estilo musical y las letras guardaban similitudes con otras figuras del pop de la década de 1980, como Paula Abdul, Debbie Gibson y Taylor Dayne. Con todo, ya en estas primeras canciones de Madonna se vislumbraban rasgos distintivos que marcarían sus futuros éxitos, entre los que sobresalían un lenguaje fuertemente ligado al baile, letras pegadizas, arreglos muy elaborados y un estilo vocal único. Temas como «Lucky Star» y «Borderline» presentaban un enfoque de música dance optimista que conectaría especialmente con el público homosexual. El timbre vocal femenino y agudo que caracterizó sus primeros años quedó eliminado en sus trabajos posteriores de manera deliberada, en parte como respuesta a las críticas que la apodaron como «Minnie Mouse con helio».
Su segundo álbum, Like a Virgin (1984), anticipó varias tendencias que definirían su obra futura: referencias a la música clásica (como el pizzicato en sintetizador de «Angel»), canciones que provocaron controversia en ciertos sectores sociales («Dress You Up» fue marcada en la lista negra del Parents Music Resource Center) y homenajes a estilos retro («Shoo-Bee-Doo», tributo a Motown). El contraste entre su estilo inicial y su evolución se hace más patente en «Material Girl», donde la melodía comienza con la intérprete adoptando un tono infantil, para luego transitar hacia una voz más profunda y madura tras el primer verso. Esta evolución artística resultó más visible en True Blue (1986); su sencillo principal, «Papa Don't Preach», marcó un punto de inflexión importante en su carrera. La introducción clásica, el tempo acelerado y su voz más grave no tenían precedentes en su obra.

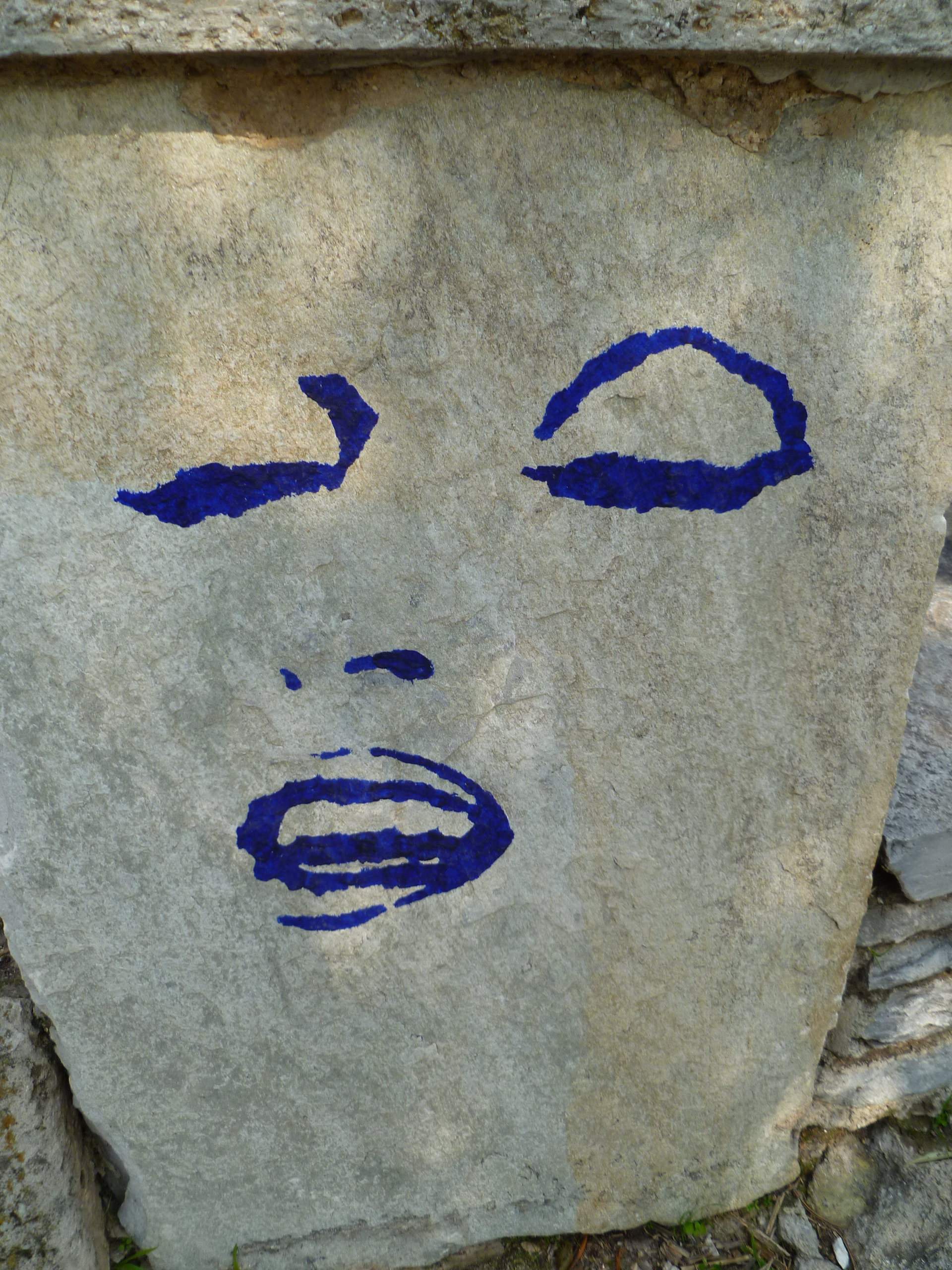
Arte urbano inspirado en la portada de Erotica, que exploró elementos de new jack swing.

Con Like a Prayer (1989), Madonna entró una vez más en una nueva fase musical. El álbum presentó canciones grabadas en vivo e incorporó diferentes géneros de música, como el dance, funk y góspel. En cuanto a temática, las canciones se volvieron más introspectivas que en sus trabajos anteriores. Madonna continuó componiendo baladas y melodías uptempo en Erotica (1992) y Bedtime Stories (1994); el primero exploró elementos de new jack swing y el segundo de R&B. Trató de actualizar su repertorio mediante la anexión de samples, loops y hiphop en su música. Su voz se volvió mucho más profunda y más completa, con evidencia en temas como «Rain» y «Take a Bow».
Su evolución musical siguió con Ray of Light (1998), que incluyó elementos de música electrónica como tecno y trip hop; la canción «Frozen» muestra su destreza vocal plenamente formada y varias alusiones a la música clásica. Su voz adoptó un tono más amplio y cantó las canciones de Ray of Light sin vibratos, aunque las respiraciones se volvieron más prominentes. Con el nuevo milenio, Madonna interpretó su álbum Music (2000) con su voz normal en un rango medio, a veces obteniendo un registro superior para los estribillos. También se observó un cambio en el contenido de las pistas; la mayoría de estas eran simples canciones de amor, pero con un tono subyacente de melancolía. Como explicó, «Canto acerca de romper una imagen que se tiene de alguien, pero también canto acerca de amar a alguien a quien no desearías amar. Porque sabes que estás condenado, pero no puedes detenerte».
Esta melancolía continuó en su álbum American Life (2003), que presentaba influencias folk. Según la revista Q, American Life estaba impregnado de beats de ritmo tecno, notas de teclado más fluidas, coros acústicos y un rap peculiar en la canción homónima. Las canciones de rock se combinaron con letras dramáticas sobre patriotismo y composición, sumándose la presencia de un coro de góspel en «Nothing Fails». Musicalmente, las cosas cambiaron con Confessions on a Dance Floor (2005), que marcó un regreso a las canciones de dance puro, ritmos de discoteca y música retro, si bien las letras mantuvieron metáforas paradójicas y referencias a sus obras anteriores. En su álbum de 2008, Hard Candy, la cantante mezcló R&B y hiphop con melodías de dance. El disco también tenía canciones cuyas letras hablaban sobre los movimientos por la paz y otras tenían carácter autobiográfico. El canto en un registro superior continuó, así como el uso de la técnica de double tracking.
Para MDNA (2012) agregó elementos de dance, música electrónica y dubstep; las letras de algunas canciones abordaron su divorcio de Guy Ritchie, mientras que otras trataron temas personales como la traición, el desamor, la venganza o el arrepentimiento. Además, en algunas pistas incorporaron elementos de trabajos anteriores, con referencias a éxitos como «Papa Don't Preach», «Vogue», «Beautiful Stranger» y «Sorry». Rebel Heart (2015) se enfocó principalmente en dos temas: escuchar al corazón y a la vez ser rebelde. Fue descrito como un «álbum ecléctico» por su variedad de géneros tales como el house, trap y el reggae de los años 1990. La introspección también es uno de los rasgos fundamentales que prevalecen en el álbum; según Sam C. Mac de Slant Magazine, en temas como «Bitch I'm Madonna» y «Unapologetic Bitch» se pueden encontrar declaraciones «genuinas» de carácter personal y profesional. Madame X (2019) supuso su trabajo más experimental y diverso lingüísticamente, pues cantó en inglés, español y portugués, y constaba de tres sonidos principales: la música latina, el trap y el art pop. Según la artista, el álbum refleja «un crisol de culturas musicales» que experimentó mientras vivía en Lisboa (Portugal). Fouz-Hernández comentó que «a lo largo de su carrera, la manipulación de Madonna de su voz nos muestra que, al negarse a definirse en una sola forma, se abrió un espacio para nuevos tipos de análisis musical».

### Vídeos musicales y presentaciones

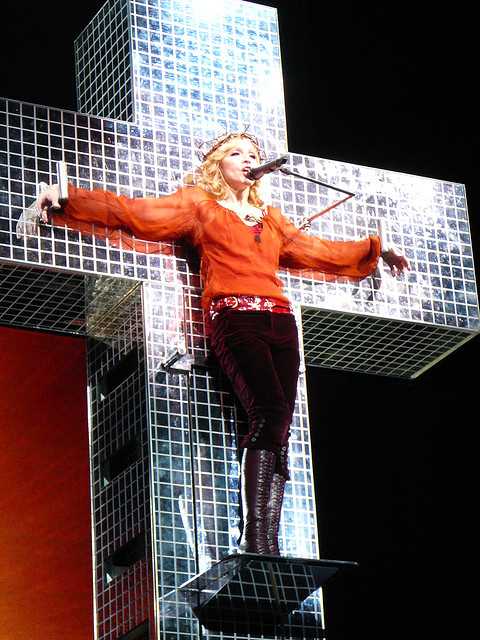
Madonna interpretando «Live to Tell» en el Confessions Tour de 2006, considerada una de las presentaciones más polémicas de su carrera.

Madonna fue la primera mujer en explotar plenamente el potencial de los vídeos musicales, algunos de los cuales han sido considerados por críticos, periodistas y analistas como obras de arte. En The Madonna Companion, los biógrafos Allen Metz y Carol Benson señalaron que más que cualquier otro artista pop reciente, utilizó MTV y sus vídeos musicales para afianzar su popularidad y reforzar su obra musical. Según ellos, muchas de sus canciones están estrechamente ligadas a las imágenes de sus vídeos. La reacción de los medios de comunicación y del público hacia sus temas más polémicos como «Papa Don't Preach», «Like a Prayer» o «Justify My Love» se debió en gran parte a los clips que los acompañaban. El crítico cultural Mark C. Taylor, en su libro Nots (1993), la definió como la «reina del vídeo musical» por excelencia. Morton sentía que «artísticamente, las composiciones de Madonna a menudo son eclipsadas por sus vídeos sorprendentes». En 2003, MTV la nombró «la mejor estrella de vídeos musicales de todos los tiempos» y añadió que «la innovación, la creatividad y la contribución de Madonna a la parte artística de los vídeos musicales le hicieron valedora del premio». En 2020, Billboard la situó en el primer puesto de la lista de «los 100 mejores artistas de vídeos musicales de todos los tiempos».
Sus primeros vídeos combinaron estilos estadounidenses y latinos con un glamur extravagante, transmitiendo una imagen vanguardista al público estadounidense. En la etapa de True Blue incorporó elementos de cultura hispana y simbolismo católico. El autor Douglas Kellner señaló, «este tipo de “multiculturalismo” y sus movimientos culturalmente transgresores resultaron ser una jugada exitosa para atraer a un público juvenil amplio y variado». El estilo español en sus videoclips marcó tendencia con prendas como boleros, faldas con capas y accesorios religiosos, visibles en «La isla bonita». Diversos autores señalaron que revirtió sutilmente el papel tradicional del hombre como sexo dominante, algo especialmente evidente en «Like a Prayer», que integra escenas con un coro de iglesia afroamericano, cruces ardiendo y la seducción de un santo negro que cobra vida. La intérprete posee un récord de veinte MTV Video Music Awards, incluido el «Premio a la Vanguardia» en 1986 por su contribución al mundo del vídeo musical.

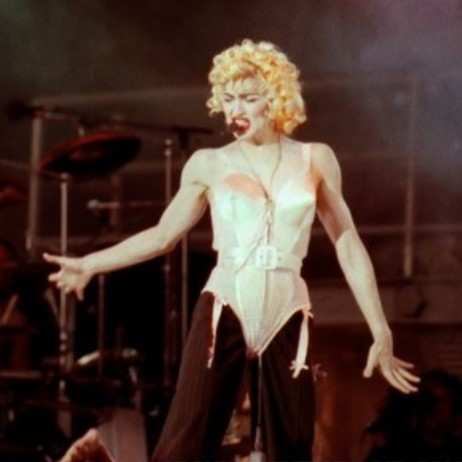
Madonna utilizando el «micro Madonna» durante el Blond Ambition World Tour de 1990. Fue una de las primeras artistas en utilizar este tipo de micrófonos inalámbricos.

La aparición de Madonna coincidió con la llegada de MTV y, según Chris Nelson, del The New York Times, «con sus vídeos con sincronía de labios, marcó el comienzo de una era en la que el aficionado a la música promedio felizmente podría pasar horas al día, todos los días, viendo a las cantantes solo mover la boca». La relación simbiótica entre el vídeo musical y la sincronía de labios llevó a la iniciativa de trasladar el espectáculo y las imágenes de un vídeo musical a un escenario en vivo. Nelson escribió: «artistas como Madonna y Janet Jackson establecieron nuevos estándares para el espectáculo, con conciertos que añadían no solo trajes elaborados y pirotecnia sincronizada con precisión, sino también bailes altamente atléticos. Estos efectos se produjeron a expensas del canto en directo».
Thor Christensen de The Dallas Morning News expuso que, si bien Madonna se ganó una reputación por su sincronía de labios durante su gira de 1990, Blond Ambition World Tour, posteriormente reorganizó sus actuaciones para «destacar incluso durante las partes más difíciles de una canción y [dejar] las rutinas de baile a sus bailarines que la acompañaban... en vez de intentar cantar y bailar al mismo tiempo». Para permitirse realizar una mayor cantidad de movimientos mientras cantaba, Madonna fue uno de los primeros artistas en utilizar micrófonos inalámbricos con auriculares fijados a las orejas o a la parte superior de la cabeza, y la cápsula en un pequeño brazo que se extiende hasta la boca. Debido a su uso prominente, el diseño de este micrófono llegó a ser conocido como el «micro Madonna».

## Legado
Madonna ha construido un legado que trasciende la música y ha sido estudiado por sociólogos, historiadores y otros académicos, lo que contribuyó al auge de los Madonna studies, un subcampo de los estudios culturales estadounidenses. La revista Rolling Stone la describió como un icono musical sin comparación y la artista femenina de pop más famosa que jamás haya vivido. La edición española de la publicación añadió que «se convirtió en la primera maestra del pop viral de la historia, años antes de que internet fuera utilizado masivamente. Madonna estaba en todas partes, en las todopoderosas cadenas televisivas musicales, en las radiofórmulas, en las portadas de las revistas y hasta en las librerías. [...] Una dialéctica pop, jamás vista desde el reinado de The Beatles, que la permitía mantenerse siempre en el filo de la tendencia y la comercialidad». Según Rodrigo Fresán, «decir que Madonna es solo una estrella del pop es tan inapropiado como decir que Coca-Cola es solo un refresco. Madonna es uno de los símbolos clásicos del Made in USA». William Langley de The Daily Telegraph opinó que «Madonna ha cambiado la historia social del mundo, ha hecho más cosas diferentes que cualquier otra persona probablemente hará».
El diario The Guardian la catalogó como «mito» y afirmó que Michael Jackson y ella inventaron los términos de «Rey y Reina del Pop». Si bien es conocida mundialmente de ese modo, la escritora de Spin, Bianca Gracie, declaró que «“Reina del Pop” no es suficiente para describir a Madonna, ella es Pop. [Ella] formuló el anteproyecto de lo que debería ser una estrella del pop». Otros sobrenombres con los que es ampliamente referida son «La ambición rubia» y «Chica material». A lo largo de su carrera, se ha reinventado repetidamente a través de una serie de distintas personalidades visuales y musicales, ganándose también el apodo de la «Reina de la reinvención». Esa reinvención fue considerada por los expertos como la herramienta principal para sobrevivir en la industria musical. Como Ian Youngs de BBC News desarrolló, «su capacidad de seguir las últimas tendencias de la moda y adaptarlas a su estilo a menudo ha sido la razón por la cual se preserva su imagen».
Su obra es fuente de inspiración para múltiples artistas; en el libro The SAGE Handbook of Popular Music, los autores Andy Bennett y Steve Waksman destacaron que casi todas las cantantes pop contemporáneas, como Britney Spears, Beyoncé, Rihanna, Katy Perry o Lady Gaga, entre otras muchas, han reconocido la importante influencia de Madonna en sus propias carreras.  Además, también ha inspirado a estrellas masculinas como Liam Gallagher de Oasis y Chester Bennington de Linkin Park. El uso por parte de Madonna de imágenes sexuales impactantes benefició su carrera y cambió la opinión pública sobre la sexualidad y el feminismo. The Times afirmó, «Madonna, le guste o no, inició una revolución entre las mujeres en la música... sus actitudes y opiniones sobre sexo, desnudos, estilo y sexualidad obligaron al público a sentarse y tomar nota». Rodger Streitmatter, autor de Sex Sells! (2004), explicó que «hizo todo lo que pudo para impresionar al público, y sus esfuerzos fueron bien retribuidos». Shmuel Boteach, autor de Hating women (2005), consideró que Madonna era en gran parte responsable de borrar la línea entre la música y la pornografía. A la cantante también se le acredita la introducción de la música electrónica europea en la cultura pop estadounidense y su aporte al despegue de las carreras de productores europeos como Stuart Price y Mirwais Ahmadzaï.
Madonna tiene uno de los rostros y nombres más reconocibles del planeta. En 2002 el crítico cultural Greil Marcus señaló que la artista es una figura inevitable en la cultura occidental y que «dondequiera que mires, encontrarás a Madonna o algo de ella». El académico británico Peter Buckley comparó su impacto con artistas de la talla de Jackson o Prince, si bien añadió que «nadie cambió la vida de las personas como lo hizo ella». En su reseña para The Guardian, Matt Cain comentó que Madonna ha «derribado barreras sociales y ha mostrado a los grupos marginados en un primer plano, al presentar con frecuencia la cultura LGBT, latina y negra en sus obras». La presidenta de GLAAD, Sarah Kate Ellis, declaró que la intérprete «siempre ha sido y siempre será la mayor aliada de la comunidad LGBTQ», mientras que la revista The Advocate la nombró «el mayor icono gay». La propia cantante manifestó en 2024: «Aparte de mi cumpleaños, el Orgullo de Nueva York es el día más importante del año».
Fue destacada como modelo a seguir por las empresarias de la industria «por lograr el tipo de control financiero por el que las mujeres han luchado durante mucho tiempo dentro de la industria y por generar más de 1200 millones de dólares en ventas durante la primera década de su carrera». Su empresa Maverick Records se convirtió en un gran éxito comercial, inusual en ese momento para un sello discográfico creado por un artista. El profesor Colin Barrow de la Cranfield School of Management la describió como «la empresaria más inteligente de Estados Unidos». Los académicos de la London Business School la denominaron una empresaria «dinámica»; identificaron su visión de éxito, su comprensión de la industria de la música, su capacidad para reconocer sus propios límites de rendimiento, su disposición a trabajar duro y su habilidad para adaptarse como la clave de su éxito comercial.
Morton escribió que «Madonna es oportunista, manipuladora y despiadada, es alguien que no se detendrá hasta que obtenga lo que quiere, y lo hará aunque signifique alejarse de sus seres queridos. Pero eso apenas le importó». Taraborrelli consideró que esta inexorabilidad fue visible durante el rodaje del comercial de Pepsi en 1989. «El hecho de que no quisiera beber de una lata de Pepsi en el comercial, fue la pista que los ejecutivos de Pepsi necesitaban para saber que Madonna la estrella del pop y Madonna la empresaria no iban a ser dirigidas por otra persona, ella haría todo a su manera, la única manera». Por el contrario, el reportero Michael McWilliams comentó: «Las quejas sobre Madonna –que es fría, codiciosa y sin talento– ocultan el fanatismo y la esencia de su arte, que es uno de los más cálidos, de los más humanos, de los más profundamente satisfactorios en toda la cultura pop».

## Logros

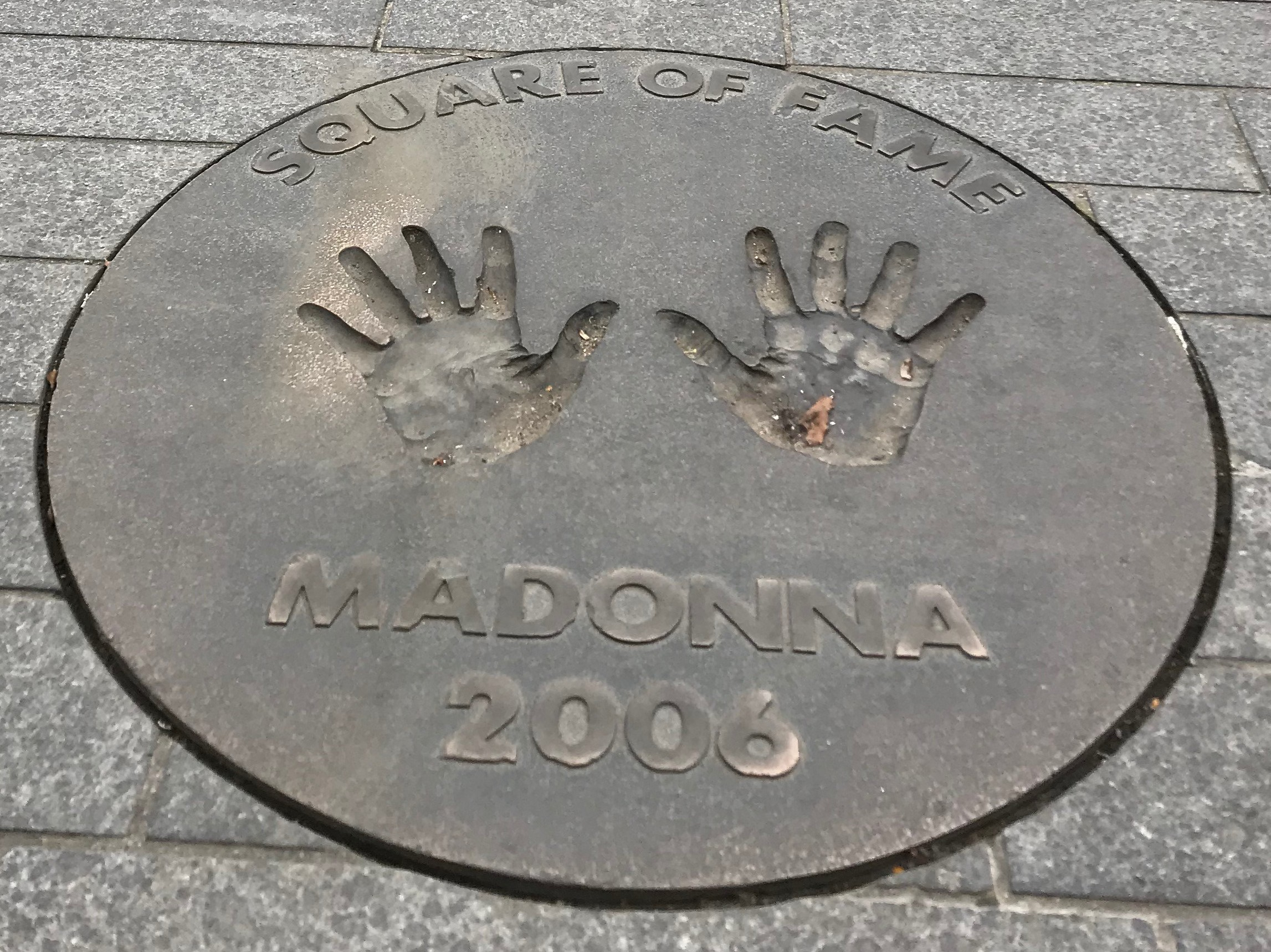
Madonna fue la primera persona en ser incluida en la Plaza de la Fama de Wembley en Londres.

Madonna es la solista más exitosa y de mayores ventas de todos los tiempos con más de 400 millones de discos vendidos en todo el mundo, marca destacada entre sus múltiples entradas en el Libro Guinness de los récords. Títulos de su discografía, como Like a Virgin, True Blue, The Immaculate Collection o Ray of Light, han sido reconocidos entre los álbumes más vendidos de la historia. También ha obtenido múltiples éxitos en las listas de ventas más importantes alrededor del mundo, contando con 13 sencillos número uno en el Reino Unido, 11 en Australia y 23 en Canadá, más que cualquier otra solista. Ha sido mencionada por la Recording Industry Association of America (RIAA) como la artista con más ventas del siglo XX. Según la Federación Internacional de la Industria Fonográfica, a pesar de su alto récord de ventas, en 2001 era la artista que más dinero perdía por la piratería.
Forbes estimó su patrimonio neto en más de 85 millones de dólares en 2025, lo que la convierte en una de las mujeres más ricas del mundo. Además, fue la primera artista femenina en recaudar mil millones de dólares con sus giras musicales. Según la misma Forbes, Madonna fue el artista o grupo musical mejor pagado en tres años diferentes (2005, 2009 y 2013), y estableció un nuevo hito femenino en la industria al figurar como la solista femenina mejor remunerada del año hasta en un total de once ocasiones a lo largo de cuatro décadas: 1980, 1990, 2000 y 2010.
VH1 la nombró la mujer más importante de la música, mientras que el tabloide británico The Sun la colocó en la primera posición del listado de «las 50 cantautoras que nunca serán olvidadas en la historia». Su nombre fue incluido en las respectivas listas de los mejores artistas y los mejores compositores de todos los tiempos por la revista Rolling Stone. Por su parte, la revista Billboard la clasificó como la solista más exitosa (y la segunda artista en general, detrás de The Beatles) en el Billboard Hot 100 Top Artists. Fue nombrada la mejor estrella de vídeos musicales de la historia por la MTV y Billboard. Esta última publicación la nombró «artista de la década» (1980), «mejor artista dance de la historia» y la situó en quinta posición en su listado de los «artistas más grandes de todos los tiempos». Apareció en el libro de las 100 mujeres más importantes del siglo XX (1998), publicado por Ladies' Home Journal, y en 2010 la revista Time la incluyó en su listado de las «25 mujeres más poderosas del siglo pasado». En julio de 2003 fue clasificada en el puesto séptimo en la lista de los «200 iconos de la cultura pop de todos los tiempos» elaborada por VH1 y People. De manera general, diversos biógrafos, escritores, periodistas y demás medios de comunicación la han nombrado la mujer más influyente y exitosa de la historia musical.
Entre sus numerosos reconocimientos figuran siete premios Grammy, dos Globos de Oro y veinte MTV Video Music Awards.
 En Japón, el segundo mercado más grande del mundo, recibió diecisiete Japan Gold Disc Awards de la Recording Industry Association of Japan, comprendiendo la mayor cantidad de victorias al «artista del año» por un solista, hasta en cinco ocasiones. En contraposición, en su faceta de actriz recibió la mayor cantidad de Golden Raspberry a la peor actriz, en nueve ceremonias diferentes, e incluso fue proclamada como la peor actriz del siglo. En 2004 fue incluida en el Salón de la Fama de la Música del Reino Unido como uno de sus cinco miembros fundadores, junto con The Beatles, Elvis Presley, Bob Marley y U2, y en 2008 en el Salón de la Fama del Rock and Roll en su primer año de elegibilidad. Si bien fue la primera persona en ser incluida en la Plaza de la Fama de Wembley en Londres, rechazó la concesión de una estrella en el Paseo de la Fama de Hollywood.

## Discografía
Álbumes de estudio
- 1983: Madonna
- 1984: Like a Virgin
- 1986: True Blue
- 1989: Like a Prayer
- 1992: Erotica
- 1994: Bedtime Stories
- 1998: Ray of Light
- 2000: Music
- 2003: American Life
- 2005: Confessions on a Dance Floor
- 2008: Hard Candy
- 2012: MDNA
- 2015: Rebel Heart
- 2019: Madame X

## Filmografía
Películas protagonizadas
- Desperately Seeking Susan (1985)
- A Certain Sacrifice (1985)
- Shanghai Surprise (1986)
- Who's That Girl (1987)
- Bloodhounds of Broadway (1989)
- Dick Tracy (1990)
- Madonna: Truth or Dare (1991)
- A League of Their Own (1992)
- Body of Evidence (1993)
- Dangerous Game (1993)
- Four Rooms (1995)
- Evita (1996)
- The Next Best Thing (2000)
- Swept Away (2002)
- I'm Going to Tell You a Secret (2005)
- Arthur y los Minimoys (2006)
- Madame X (2021)

Películas dirigidas
- Obscenidades y sabiduría (2008)
- W.E. (2011)

## Giras musicales
- 1985: The Virgin Tour
- 1987: Who's That Girl World Tour
- 1990: Blond Ambition World Tour
- 1993: The Girlie Show
- 2001: Drowned World Tour
- 2004: Re-Invention World Tour
- 2006: Confessions Tour
- 2008-2009: Sticky & Sweet Tour
- 2012: The MDNA Tour
- 2015-2016: Rebel Heart Tour
- 2019-2020: Madame X Tour
- 2023-2024: The Celebration Tour

## Empresas y productos
- Maverick (1992–2004)
- Ray of Light Foundation (1998)
- Raising Malawi (2006)
- Hard Candy Fitness (2010–2019)
- Material Girl (2010)
- Truth or Dare by Madonna (2011–2018)
- MDNA Skin (2014)